# Séries éliminatoires de la Coupe Stanley 2004
Année précédente Année suivante
Les séries éliminatoires de la Coupe Stanley 2004 font suite à la saison 2003-2004 de la Ligue nationale de hockey.

## Arbre de qualification
|  | Quarts de finale d'association | Quarts de finale d'association | Quarts de finale d'association |   |              | Demi-finales d'association | Demi-finales d'association | Demi-finales d'association |  |   | Finales d'association | Finales d'association | Finales d'association |  |    | Finale de la Coupe Stanley | Finale de la Coupe Stanley | Finale de la Coupe Stanley |
|  |                                |                                |                                |   |              |                            |                            |                            |  |   |                       |                       |                       |  |    |                            |                            |                            |
|  | 1                              | Tampa Bay                      | 4                              |   |              |                            |                            |                            |  |   |                       |                       |                       |  |    |                            |                            |                            |
|  | 8                              | New York                       | 1                              |   |              |                            |                            |                            |  |   |                       |                       |                       |  |    |                            |                            |                            |
|  | 8                              | New York                       | 1                              |   | 1            | Tampa Bay                  | 4                          |                            |  |   |                       |                       |                       |  |    |                            |                            |                            |
|  |                                |                                |                                |   | 1            | Tampa Bay                  | 4                          |                            |  |   |                       |                       |                       |  |    |                            |                            |                            |
|  |                                | 7                              | Montréal                       | 0 |              |                            |                            |                            |  |   |                       |                       |                       |  |    |                            |                            |                            |
|  | 2                              | 7                              | Montréal                       | 0 | Boston       | 3                          |                            |                            |  |   |                       |                       |                       |  |    |                            |                            |                            |
|  | 2                              |                                |                                |   | Boston       | 3                          |                            |                            |  |   |                       |                       |                       |  |    |                            |                            |                            |
|  | 7                              | Montréal                       | 4                              |   |              |                            |                            |                            |  |   |                       |                       |                       |  |    |                            |                            |                            |
|  | 7                              | Montréal                       | 4                              |   |              |                            |                            |                            |  | 1 | Tampa Bay             | 4                     |                       |  |    |                            |                            |                            |
|  | Association de l'Est           |                                |                                |   |              |                            |                            |                            |  | 1 | Tampa Bay             | 4                     |                       |  |    |                            |                            |                            |
|  |                                | 3                              | Philadelphie                   | 3 |              |                            |                            |                            |  |   |                       |                       |                       |  |    |                            |                            |                            |
|  | 3                              | 3                              | Philadelphie                   | 3 | Philadelphie | 4                          |                            |                            |  |   |                       |                       |                       |  |    |                            |                            |                            |
|  | 3                              |                                |                                |   | Philadelphie | 4                          |                            |                            |  |   |                       |                       |                       |  |    |                            |                            |                            |
|  | 6                              | New Jersey                     | 1                              |   |              |                            |                            |                            |  |   |                       |                       |                       |  |    |                            |                            |                            |
|  | 6                              | New Jersey                     | 1                              |   | 3            | Philadelphie               | 4                          |                            |  |   |                       |                       |                       |  |    |                            |                            |                            |
|  |                                |                                |                                |   | 3            | Philadelphie               | 4                          |                            |  |   |                       |                       |                       |  |    |                            |                            |                            |
|  |                                | 4                              | Toronto                        | 2 |              |                            |                            |                            |  |   |                       |                       |                       |  |    |                            |                            |                            |
|  | 4                              | 4                              | Toronto                        | 2 | Toronto      | 4                          |                            |                            |  |   |                       |                       |                       |  |    |                            |                            |                            |
|  | 4                              |                                |                                |   | Toronto      | 4                          |                            |                            |  |   |                       |                       |                       |  |    |                            |                            |                            |
|  | 5                              | Ottawa                         | 3                              |   |              |                            |                            |                            |  |   |                       |                       |                       |  |    |                            |                            |                            |
|  | 5                              | Ottawa                         | 3                              |   |              |                            |                            |                            |  |   |                       |                       |                       |  | E1 | Tampa Bay                  | 4                          |                            |
|  |                                |                                |                                |   |              |                            |                            |                            |  |   |                       |                       |                       |  | E1 | Tampa Bay                  | 4                          |                            |
|  |                                | O6                             | Calgary                        | 3 |              |                            |                            |                            |  |   |                       |                       |                       |  |    |                            |                            |                            |
|  | 1                              | O6                             | Calgary                        | 3 | Détroit      | 4                          |                            |                            |  |   |                       |                       |                       |  |    |                            |                            |                            |
|  | 1                              |                                |                                |   | Détroit      | 4                          |                            |                            |  |   |                       |                       |                       |  |    |                            |                            |                            |
|  | 8                              | Nashville                      | 2                              |   |              |                            |                            |                            |  |   |                       |                       |                       |  |    |                            |                            |                            |
|  | 8                              | Nashville                      | 2                              |   | 1            | Détroit                    | 2                          |                            |  |   |                       |                       |                       |  |    |                            |                            |                            |
|  |                                |                                |                                |   | 1            | Détroit                    | 2                          |                            |  |   |                       |                       |                       |  |    |                            |                            |                            |
|  |                                | 6                              | Calgary                        | 4 |              |                            |                            |                            |  |   |                       |                       |                       |  |    |                            |                            |                            |
|  | 2                              | 6                              | Calgary                        | 4 | San José     | 4                          |                            |                            |  |   |                       |                       |                       |  |    |                            |                            |                            |
|  | 2                              |                                |                                |   | San José     | 4                          |                            |                            |  |   |                       |                       |                       |  |    |                            |                            |                            |
|  | 7                              | Saint-Louis                    | 1                              |   |              |                            |                            |                            |  |   |                       |                       |                       |  |    |                            |                            |                            |
|  | 7                              | Saint-Louis                    | 1                              |   |              |                            |                            |                            |  | 2 | San José              | 2                     |                       |  |    |                            |                            |                            |
|  | Association de l'Ouest         |                                |                                |   |              |                            |                            |                            |  | 2 | San José              | 2                     |                       |  |    |                            |                            |                            |
|  |                                | 6                              | Calgary                        | 4 |              |                            |                            |                            |  |   |                       |                       |                       |  |    |                            |                            |                            |
|  | 3                              | 6                              | Calgary                        | 4 | Vancouver    | 3                          |                            |                            |  |   |                       |                       |                       |  |    |                            |                            |                            |
|  | 3                              |                                |                                |   | Vancouver    | 3                          |                            |                            |  |   |                       |                       |                       |  |    |                            |                            |                            |
|  | 6                              | Calgary                        | 4                              |   |              |                            |                            |                            |  |   |                       |                       |                       |  |    |                            |                            |                            |
|  | 6                              | Calgary                        | 4                              |   | 2            | San José                   | 4                          |                            |  |   |                       |                       |                       |  |    |                            |                            |                            |
|  |                                |                                |                                |   | 2            | San José                   | 4                          |                            |  |   |                       |                       |                       |  |    |                            |                            |                            |
|  |                                | 4                              | Colorado                       | 2 |              |                            |                            |                            |  |   |                       |                       |                       |  |    |                            |                            |                            |
|  | 4                              | 4                              | Colorado                       | 2 | Colorado     | 4                          |                            |                            |  |   |                       |                       |                       |  |    |                            |                            |                            |
|  | 4                              |                                |                                |   | Colorado     | 4                          |                            |                            |  |   |                       |                       |                       |  |    |                            |                            |                            |
|  | 5                              | Dallas                         | 1                              |   |              |                            |                            |                            |  |   |                       |                       |                       |  |    |                            |                            |                            |

## Résultats détaillés

### Quarts de finale d'Association

#### Lightning de Tampa Bay contre Islanders de New York
Tampa Bay gagne la série 4-1.
| 8 avril | Tampa Bay | 3-0 (0-0, 2-0, 1-0) | New York | St. Pete Times Forum 18 536 spectateurs |

| Feuille de match | Feuille de match                                                             | Feuille de match | Feuille de match | Feuille de match                                                 |
| ---------------- | ---------------------------------------------------------------------------- | ---------------- | ---------------- | ---------------------------------------------------------------- |
|                  | Roy — 25 min 7 s Modin — 31 min 6 s Modin (Sydor, Kubina) — 50 min 59 s (SN) | 1-0 2-0 3-0      |                  | Arbitrage : Bill McCreary, Tim Peel Scott Driscoll, Steve Miller |
| Khabibouline     | Gardiens                                                                     | DiPietro         |                  | Arbitrage : Bill McCreary, Tim Peel Scott Driscoll, Steve Miller |
| 10 min           | Pénalités                                                                    | 14 min           |                  | Arbitrage : Bill McCreary, Tim Peel Scott Driscoll, Steve Miller |
| 18               | Tirs                                                                         | 30               |                  | Arbitrage : Bill McCreary, Tim Peel Scott Driscoll, Steve Miller |

| 10 avril | Tampa Bay | 0-3 (0-1, 0-0, 0-2) | New York | St. Pete Times Forum 19 982 spectateurs |

| Feuille de match | Feuille de match | Feuille de match | Feuille de match | Feuille de match                                                       |
| ---------------- | ---------------- | ---------------- | --- | ---------------------------------------------------------------------- |
|                  |                  | 0-1 0-2 0-3      | Niinimaa (Hamrlík, Parrish) — 11 min 42 s (SN) Blake (Scatchard, Martínek) — 43 min 36 s Blake (Parrish, Niinimaa) — 59 min 5 s (CV) | Arbitrage : Paul Devorski, Marc Joannette Scott Driscoll, Steve Miller |
| Khabibouline     | Gardiens         | DiPietro         | | Arbitrage : Paul Devorski, Marc Joannette Scott Driscoll, Steve Miller |
| 8 min            | Pénalités        | 14 min           | | Arbitrage : Paul Devorski, Marc Joannette Scott Driscoll, Steve Miller |
| 22               | Tirs             | 25               | | Arbitrage : Paul Devorski, Marc Joannette Scott Driscoll, Steve Miller |

| 12 avril | New York | 0-3 (0-2, 0-0, 0-1) | Tampa Bay | Nassau Coliseum 16 234 spectateurs |

| Feuille de match | Feuille de match | Feuille de match | Feuille de match | Feuille de match                                                        |
| ---------------- | ---------------- | ---------------- | --- | ----------------------------------------------------------------------- |
|                  |                  | 0-1 0-2 0-3      | Richards (Boyle, Lukowich) — 3 min 40 s (SN) St-Louis (Richards, Modin) — 6 min 32 s St-Louis (Richards, Sarich) — 59 min 50 s (CV) | Arbitrage : Mike Hasenfratz, Michael McGeough Greg Devorski, Jean Morin |
| DiPietro         | Gardiens         | Khabibouline     | | Arbitrage : Mike Hasenfratz, Michael McGeough Greg Devorski, Jean Morin |
| 6 min            | Pénalités        | 8 min            | | Arbitrage : Mike Hasenfratz, Michael McGeough Greg Devorski, Jean Morin |
| 28               | Tirs             | 24               | | Arbitrage : Mike Hasenfratz, Michael McGeough Greg Devorski, Jean Morin |

| 14 avril | New York | 0-3 (0-1, 0-1, 0-1) | Tampa Bay | Nassau Coliseum 16 234 spectateurs |

| Feuille de match | Feuille de match | Feuille de match | Feuille de match                                                                                              | Feuille de match                                            |
| ---------------- | ---------------- | ---------------- | --- | ----------------------------------------------------------- |
|                  |                  | 0-1 0-2 0-3      | St-Louis — 10 min 30 s (IN) Fedotenko (Richards, Modin) — 38 min 3 s Modin (St-Louis, Richards) — 41 min 34 s | Arbitrage : Tim Peel, Brad Watson Kevin Collins, Jean Morin |
| DiPietro         | Gardiens         | Khabibouline     | | Arbitrage : Tim Peel, Brad Watson Kevin Collins, Jean Morin |
| 4 min            | Pénalités        | 6 min            | | Arbitrage : Tim Peel, Brad Watson Kevin Collins, Jean Morin |
| 33               | Tirs             | 20               | | Arbitrage : Tim Peel, Brad Watson Kevin Collins, Jean Morin |

| 16 avril | Tampa Bay | 3-2 (pr) (0-1, 2-0, 0-1, 1-0) | New York | St. Pete Times Forum 20 927 spectateurs |

| Feuille de match | Feuille de match                                                                                  | Feuille de match    | Feuille de match                                                                        | Feuille de match                                                         |
| ---------------- | ------------------------------------------------------------------------------------------------- | ------------------- | --------------------------------------------------------------------------------------- | ------------------------------------------------------------------------ |
|                  | Taylor (Modin) — 36 min 18 s Fedotenko (Modin, Boyle) — 38 min 22 s St-Louis (Modin) — 64 min 7 s | 0-1 1-1 2-1 2-2 3-2 | Kvacha (Iachine, Czerkawski) — 10 min 41 s (SN) Parrish (Asham, Niinimaa) — 47 min 28 s | Arbitrage : Don Koharski, Kelly Sutherland Don Henderson, Pierre Racicot |
| Khabibouline     | Gardiens                                                                                          | DiPietro            |                                                                                         | Arbitrage : Don Koharski, Kelly Sutherland Don Henderson, Pierre Racicot |
| 6 min            | Pénalités                                                                                         | 12 min              |                                                                                         | Arbitrage : Don Koharski, Kelly Sutherland Don Henderson, Pierre Racicot |
| 37               | Tirs                                                                                              | 26                  |                                                                                         | Arbitrage : Don Koharski, Kelly Sutherland Don Henderson, Pierre Racicot |

#### Bruins de Boston contre Canadiens de Montréal
Montréal gagne la série 4-3.
| 7 avril | Boston | 3-0 (2-0, 1-0, 0-0) | Montréal | FleetCenter 17 565 spectateurs |

| Feuille de match | Feuille de match | Feuille de match | Feuille de match | Feuille de match                                                     |
| ---------------- | --- | ---------------- | ---------------- | -------------------------------------------------------------------- |
|                  | Gontchar (Nylander, Šlégr) — 5 min 12 s (SN) Nylander (Gontchar, Samsonov) — 19 min 1 s Knuble (Bergeron, Samsonov) — 38 min 24 s (SN) | 1-0 2-0 3-0      |                  | Arbitrage : Michael McGeough, Rob Shick Kevin Collins, Greg Devorski |
| Raycroft         | Gardiens | Théodore         |                  | Arbitrage : Michael McGeough, Rob Shick Kevin Collins, Greg Devorski |
| 12 min           | Pénalités | 14 min           |                  | Arbitrage : Michael McGeough, Rob Shick Kevin Collins, Greg Devorski |
| 39               | Tirs | 31               |                  | Arbitrage : Michael McGeough, Rob Shick Kevin Collins, Greg Devorski |

| 9 avril | Boston | 2-1 (pr) (1-0, 0-1, 0-0, 1-0) | Montréal | FleetCenter 17 565 spectateurs |

| Feuille de match | Feuille de match                                                                        | Feuille de match | Feuille de match                               | Feuille de match                                                 |
| ---------------- | --------------------------------------------------------------------------------------- | ---------------- | ---------------------------------------------- | ---------------------------------------------------------------- |
|                  | Nylander (Bergeron, Samsonov) — 15 min 22 s Bergeron (Nylander, Samsonov) — 61 min 26 s | 1-0 1-1 2-1      | Brisebois (Kovaliov, Koivu) — 35 min 54 s (SN) | Arbitrage : Brad Meier, Brad Watson Greg Devorski, Brad Kovachik |
| Raycroft         | Gardiens                                                                                | Théodore         |                                                | Arbitrage : Brad Meier, Brad Watson Greg Devorski, Brad Kovachik |
| 12 min           | Pénalités                                                                               | 12 min           |                                                | Arbitrage : Brad Meier, Brad Watson Greg Devorski, Brad Kovachik |
| 19               | Tirs                                                                                    | 26               |                                                | Arbitrage : Brad Meier, Brad Watson Greg Devorski, Brad Kovachik |

| 11 avril | Montréal | 3-2 (2-1, 1-0, 0-1) | Boston | Centre Bell 21 273 spectateurs |

| Feuille de match | Feuille de match | Feuille de match    | Feuille de match                                         | Feuille de match                                                 |
| ---------------- | --- | ------------------- | -------------------------------------------------------- | ---------------------------------------------------------------- |
|                  | Kovaliov (Koivu, Théodore) — 2 min 16 s Kovaliov (Rivet, Théodore) — 15 min 24 s Markov (Zedník, Koivu) — 33 min 32 s | 1-0 1-1 2-1 3-1 3-2 | Hilbert — 6 min 34 s Rolston (Gill, Green) — 43 min 35 s | Arbitrage : Kerry Fraser, Kevin Pollock Derek Amell, Mark Wheler |
| Théodore         | Gardiens | Raycroft            |                                                          | Arbitrage : Kerry Fraser, Kevin Pollock Derek Amell, Mark Wheler |
| 6 min            | Pénalités | 10 min              |                                                          | Arbitrage : Kerry Fraser, Kevin Pollock Derek Amell, Mark Wheler |
| 32               | Tirs | 23                  |                                                          | Arbitrage : Kerry Fraser, Kevin Pollock Derek Amell, Mark Wheler |

| 13 avril | Montréal | 3-4 (2 pr) (2-1, 1-1, 0-1, 0-0, 0-1) | Boston | Centre Bell 21 273 spectateurs |

| Feuille de match | Feuille de match                                                                                         | Feuille de match            | Feuille de match | Feuille de match                                                          |
| ---------------- | --- | --------------------------- | --- | ------------------------------------------------------------------------- |
|                  | Ribeiro (Ryder, Dagenais) — 4 min 41 s Kovaliov (Bulis, Dowd) — 19 min 55 s Ribeiro (Ward) — 21 min 48 s | 1-0 1-1 2-1 3-1 3-2 3-3 3-4 | Nylander (Samsonov, Boynton) — 16 min 25 s Šlégr — 31 min 30 s Knuble (Murray, Gontchar) — 59 min 29 s Murray — 89 min 27 s | Arbitrage : Michael McGeough, Don VanMassenhoven Derek Amell, Mark Wheler |
| Théodore         | Gardiens                                                                                                 | Raycroft                    | | Arbitrage : Michael McGeough, Don VanMassenhoven Derek Amell, Mark Wheler |
| 14 min           | Pénalités                                                                                                | 14 min                      | | Arbitrage : Michael McGeough, Don VanMassenhoven Derek Amell, Mark Wheler |
| 45               | Tirs | 44                          | | Arbitrage : Michael McGeough, Don VanMassenhoven Derek Amell, Mark Wheler |

| 15 avril | Boston | 1-5 (0-1, 0-1, 1-3) | Montréal | FleetCenter 17 565 spectateurs |

| Feuille de match | Feuille de match                         | Feuille de match        | Feuille de match | Feuille de match                                               |
| ---------------- | ---------------------------------------- | ----------------------- | --- | -------------------------------------------------------------- |
|                  | Murray (Boynton, Gontchar) — 48 min 23 s | 0-1 0-2 0-3 1-3 1-4 1-5 | Perreault (Ward, Rivet) — 5 min 43 s Kovaliov (Koivu, Zedník) — 27 min 39 s Zedník — 43 min 25 s Koivu (Souray, Brisebois) — 51 min 16 s (SN) Rivet (Koivu, Markov) — 53 min 26 s (SN) | Arbitrage : Bill McCreary, Tim Peel Derek Amell, Kevin Collins |
| Raycroft         | Gardiens                                 | Théodore                | | Arbitrage : Bill McCreary, Tim Peel Derek Amell, Kevin Collins |
| 12 min           | Pénalités                                | 8 min                   | | Arbitrage : Bill McCreary, Tim Peel Derek Amell, Kevin Collins |
| 44               | Tirs                                     | 30                      | | Arbitrage : Bill McCreary, Tim Peel Derek Amell, Kevin Collins |

| 17 avril | Montréal | 5-2 (1-1, 2-0, 2-1) | Boston | Centre Bell 21 273 spectateurs |

| Feuille de match | Feuille de match | Feuille de match            | Feuille de match                                                             | Feuille de match                                                        |
| ---------------- | --- | --------------------------- | ---------------------------------------------------------------------------- | ----------------------------------------------------------------------- |
|                  | Langdon (Perreault, Bégin) — 12 min 37 s Koivu (Markov) — 26 min 3 s Perreault (Ryder, Ribeiro) — 34 min 23 s Kovaliov (Koivu, Zedník) — 59 min 19 s (CV) Bulis (Perreault, Souray) — 59 min 56 s (CV) | 0-1 1-1 2-1 3-1 3-2 4-2 5-2 | Samsonov (Bergeron) — 7 min 16 s Samsonov (Nylander, Gontchar) — 44 min 36 s | Arbitrage : Paul Devorski, Dan O'Halloran Scott Driscoll, Brad Kovachik |
| Théodore         | Gardiens | Raycroft                    |                                                                              | Arbitrage : Paul Devorski, Dan O'Halloran Scott Driscoll, Brad Kovachik |
| 4 min            | Pénalités | 4 min                       |                                                                              | Arbitrage : Paul Devorski, Dan O'Halloran Scott Driscoll, Brad Kovachik |
| 23               | Tirs | 24                          |                                                                              | Arbitrage : Paul Devorski, Dan O'Halloran Scott Driscoll, Brad Kovachik |

| 19 avril | Boston | 0-2 (0-0, 0-0, 0-2) | Montréal | FleetCenter 17 565 spectateurs |

| Feuille de match | Feuille de match | Feuille de match | Feuille de match                                                                   | Feuille de match                                                  |
| ---------------- | ---------------- | ---------------- | ---------------------------------------------------------------------------------- | ----------------------------------------------------------------- |
|                  |                  | 0-1 0-2          | Zedník (Kovaliov, Koivu) — 50 min 52 s Zedník (Kovaliov, Koivu) — 59 min 52 s (CV) | Arbitrage : Paul Devorski, Stephen Walkom Brian Murphy, Tim Nowak |
| Raycroft         | Gardiens         | Théodore         |                                                                                    | Arbitrage : Paul Devorski, Stephen Walkom Brian Murphy, Tim Nowak |
| 8 min            | Pénalités        | 4 min            |                                                                                    | Arbitrage : Paul Devorski, Stephen Walkom Brian Murphy, Tim Nowak |
| 32               | Tirs             | 26               |                                                                                    | Arbitrage : Paul Devorski, Stephen Walkom Brian Murphy, Tim Nowak |

#### Flyers de Philadelphie contre Devils du New Jersey
Philadelphie gagne la série 4-1.
| 8 avril | Philadelphie | 3-2 (1-0, 1-0, 1-2) | New Jersey | Wachovia Center 19 608 spectateurs |

| Feuille de match | Feuille de match | Feuille de match    | Feuille de match                                                                    | Feuille de match                                                  |
| ---------------- | --- | ------------------- | ----------------------------------------------------------------------------------- | ----------------------------------------------------------------- |
|                  | Gagné (Kapanen, Primeau) — 10 min 19 s Roenick (Jamnov, Johnsson) — 23 min 55 s (SN) Primeau (Johnsson) — 43 min 31 s | 1-0 2-0 3-0 3-1 3-2 | Eliáš (Gionta, Gomez) — 43 min 53 s Hrdina (Langenbrunner, Rasmussen) — 44 min 28 s | Arbitrage : Paul Devorski, Dennis LaRue Tim Nowak, Pierre Racicot |
| Esche            | Gardiens | Brodeur             |                                                                                     | Arbitrage : Paul Devorski, Dennis LaRue Tim Nowak, Pierre Racicot |
| 10 min           | Pénalités | 4 min               |                                                                                     | Arbitrage : Paul Devorski, Dennis LaRue Tim Nowak, Pierre Racicot |
| 26               | Tirs | 39                  |                                                                                     | Arbitrage : Paul Devorski, Dennis LaRue Tim Nowak, Pierre Racicot |

| 10 avril | Philadelphie | 3-2 (1-0, 1-1, 1-1) | New Jersey | Wachovia Center 19 779 spectateurs |

| Feuille de match | Feuille de match | Feuille de match    | Feuille de match                                                                    | Feuille de match                                                   |
| ---------------- | --- | ------------------- | ----------------------------------------------------------------------------------- | ------------------------------------------------------------------ |
|                  | Recchi (Pitkänen, Johnsson) — 14 min 49 s (SN) Jamnov (Roenick, Amonte) — 27 min 24 s Timander (Roenick, Jamnov) — 50 min 31 s | 1-0 1-1 2-1 3-1 3-2 | Hrdina (Langenbrunner, Rasmussen) — 24 min 44 s Gionta (Eliáš, Gomez) — 54 min 35 s | Arbitrage : Michael McGeough, Brad Meier Tim Nowak, Pierre Racicot |
| Esche            | Gardiens | Brodeur             |                                                                                     | Arbitrage : Michael McGeough, Brad Meier Tim Nowak, Pierre Racicot |
| 8 min            | Pénalités | 8 min               |                                                                                     | Arbitrage : Michael McGeough, Brad Meier Tim Nowak, Pierre Racicot |
| 18               | Tirs | 26                  |                                                                                     | Arbitrage : Michael McGeough, Brad Meier Tim Nowak, Pierre Racicot |

| 12 avril | New Jersey | 4-2 (0-1, 3-1, 1-0) | Philadelphie | Continental Airlines Arena 18 023 spectateurs |

| Feuille de match | Feuille de match | Feuille de match        | Feuille de match                                                                         | Feuille de match                                                 |
| ---------------- | --- | ----------------------- | ---------------------------------------------------------------------------------------- | ---------------------------------------------------------------- |
|                  | Eliáš (Gomez, Rafalski) — 21 min 26 s Martin (Gionta, Gomez) — 24 min 55 s (SN) Eliáš (Albelin, Gionta) — 37 min 28 s (SN) Gionta (Gomez, Martin) — 47 min (SN) | 0-1 1-1 1-2 2-2 3-2 4-2 | Roenick (Johnsson, Jamnov) — 8 min 49 s (SN) Amonte (Roenick, Jamnov) — 23 min 13 s (SN) | Arbitrage : Brad Meier, Brad Watson Kevin Collins, Brad Kovachik |
| Esche            | Gardiens | Brodeur                 |                                                                                          | Arbitrage : Brad Meier, Brad Watson Kevin Collins, Brad Kovachik |
| 10 min           | Pénalités | 10 min                  |                                                                                          | Arbitrage : Brad Meier, Brad Watson Kevin Collins, Brad Kovachik |
| 23               | Tirs | 25                      |                                                                                          | Arbitrage : Brad Meier, Brad Watson Kevin Collins, Brad Kovachik |

| 14 avril | New Jersey | 0-3 (0-1, 0-0, 0-2) | Philadelphie | Continental Airlines Arena 19 040 spectateurs |

| Feuille de match | Feuille de match | Feuille de match | Feuille de match | Feuille de match                                                      |
| ---------------- | ---------------- | ---------------- | --- | --------------------------------------------------------------------- |
|                  |                  | 0-1 0-2 0-3      | Johnsson (Handzuš, Kapanen) — 1 min 18 s Jamnov (Malakhov, Roenick) — 44 min 45 s Primeau (Kapanen, Johnsson) — 56 min 2 s | Arbitrage : Kerry Fraser, Dan O'Halloran Greg Devorski, Brad Kovachik |
| Esche            | Gardiens         | Brodeur          | | Arbitrage : Kerry Fraser, Dan O'Halloran Greg Devorski, Brad Kovachik |
| 2 min            | Pénalités        | 8 min            | | Arbitrage : Kerry Fraser, Dan O'Halloran Greg Devorski, Brad Kovachik |
| 35               | Tirs             | 25               | | Arbitrage : Kerry Fraser, Dan O'Halloran Greg Devorski, Brad Kovachik |

| 17 avril | Philadelphie | 3-1 (1-0, 0-1, 2-0) | New Jersey | Wachovia Center 19 778 spectateurs |

| Feuille de match | Feuille de match                                                                                          | Feuille de match | Feuille de match                         | Feuille de match                                                       |
| ---------------- | --- | ---------------- | ---------------------------------------- | ---------------------------------------------------------------------- |
|                  | Jamnov (Amonte, Roenick) — 13 min 38 s Markov (Jamnov, Malakhov) — 54 min 37 s Kapanen — 59 min 52 s (CV) | 1-0 1-1 2-1 3-1  | Niedermayer (Eliáš, Gomez) — 33 min 36 s | Arbitrage : Bill McCreary, Don VanMassenhoven Jean Morin, Brian Murphy |
| Esche            | Gardiens                                                                                                  | Brodeur          |                                          | Arbitrage : Bill McCreary, Don VanMassenhoven Jean Morin, Brian Murphy |
| 4 min            | Pénalités                                                                                                 | 4 min            |                                          | Arbitrage : Bill McCreary, Don VanMassenhoven Jean Morin, Brian Murphy |
| 40               | Tirs | 32               |                                          | Arbitrage : Bill McCreary, Don VanMassenhoven Jean Morin, Brian Murphy |

#### Maple Leafs de Toronto contre Sénateurs d'Ottawa
Toronto gagne la série 4-3.
| 8 avril | Toronto | 2-4 (2-1, 0-2, 0-1) | Ottawa | Air Canada Centre 19 535 spectateurs |

| Feuille de match | Feuille de match                                                                             | Feuille de match        | Feuille de match | Feuille de match                                                   |
| ---------------- | -------------------------------------------------------------------------------------------- | ----------------------- | --- | ------------------------------------------------------------------ |
|                  | Nieuwendyk (Ponikarovsky, Antropov) — 3 min 15 s McCabe (Leetch, Francis) — 18 min 33 s (SN) | 1-0 1-1 2-1 2-2 2-3 2-4 | Smolinski (Schaefer, de Vries) — 5 min 5 s Redden (Alfredsson, Havlát) — 30 min 2 s (SN) Hossa (Bonk, Havlát) — 30 min 40 s (SN) Hossa (Varaďa) — 41 min 39 s | Arbitrage : Marc Joannette, Dan Marouelli Brian Murphy,Mark Wheler |
| Belfour          | Gardiens                                                                                     | Lalime                  | | Arbitrage : Marc Joannette, Dan Marouelli Brian Murphy,Mark Wheler |
| 20 min           | Pénalités                                                                                    | 10 min                  | | Arbitrage : Marc Joannette, Dan Marouelli Brian Murphy,Mark Wheler |
| 17               | Tirs                                                                                         | 30                      | | Arbitrage : Marc Joannette, Dan Marouelli Brian Murphy,Mark Wheler |

| 10 avril | Toronto | 2-0 (1-0, 1-0, 0-0) | Ottawa | Air Canada Centre 19 529 spectateurs |

| Feuille de match | Feuille de match                                                          | Feuille de match | Feuille de match | Feuille de match                                                |
| ---------------- | ------------------------------------------------------------------------- | ---------------- | ---------------- | --------------------------------------------------------------- |
|                  | Roberts (Sundin) — 10 min 40 s Roberts (Leetch, Sundin) — 26 min 2 s (SN) | 1-0 2-0          |                  | Arbitrage : Kevin Pollock, Brad Watson Brian Murphy,Mark Wheler |
| Belfour          | Gardiens                                                                  | Lalime           |                  | Arbitrage : Kevin Pollock, Brad Watson Brian Murphy,Mark Wheler |
| 22 min           | Pénalités                                                                 | 26 min           |                  | Arbitrage : Kevin Pollock, Brad Watson Brian Murphy,Mark Wheler |
| 26               | Tirs                                                                      | 31               |                  | Arbitrage : Kevin Pollock, Brad Watson Brian Murphy,Mark Wheler |

| 12 avril | Ottawa | 0-2 (0-0, 0-1, 0-1) | Toronto | Corel Centre 18 500 spectateurs |

| Feuille de match | Feuille de match | Feuille de match | Feuille de match                                        | Feuille de match                                                   |
| ---------------- | ---------------- | ---------------- | ------------------------------------------------------- | ------------------------------------------------------------------ |
|                  |                  | 1-0 2-0          | Nieuwendyk (Francis) — 21 min 30 s Sundin — 54 min 16 s | Arbitrage : Rob Shick, Don VanMassenhoven Tim Nowak,Pierre Racicot |
| Lalime           | Gardiens         | Belfour          |                                                         | Arbitrage : Rob Shick, Don VanMassenhoven Tim Nowak,Pierre Racicot |
| 10 min           | Pénalités        | 8 min            |                                                         | Arbitrage : Rob Shick, Don VanMassenhoven Tim Nowak,Pierre Racicot |
| 37               | Tirs             | 17               |                                                         | Arbitrage : Rob Shick, Don VanMassenhoven Tim Nowak,Pierre Racicot |

| 14 avril | Ottawa | 4-1 (1-1, 1-0, 2-0) | Toronto | Corel Centre 18 500 spectateurs |

| Feuille de match | Feuille de match | Feuille de match    | Feuille de match                              | Feuille de match                                                    |
| ---------------- | --- | ------------------- | --------------------------------------------- | ------------------------------------------------------------------- |
|                  | Alfredsson (Havlát) — 19 min 24 s Hossa — 33 min 15 s White — 43 min 37 s Phillips (Bonk, Alfredsson) — 48 min (SN) | 0-1 1-1 2-1 3-1 4-1 | Roberts (Sundin, Moguilny) — 16 min 53 s (SN) | Arbitrage : Don Koharski, Michael McGeough Tim Nowak,Pierre Racicot |
| Lalime           | Gardiens | Belfour             |                                               | Arbitrage : Don Koharski, Michael McGeough Tim Nowak,Pierre Racicot |
| 21 min           | Pénalités | 21 min              |                                               | Arbitrage : Don Koharski, Michael McGeough Tim Nowak,Pierre Racicot |
| 36               | Tirs | 24                  |                                               | Arbitrage : Don Koharski, Michael McGeough Tim Nowak,Pierre Racicot |

| 16 avril | Toronto | 2-0 (0-0, 0-0, 2-0) | Ottawa | Air Canada Centre 19 584 spectateurs |

| Feuille de match | Feuille de match                                                    | Feuille de match | Feuille de match | Feuille de match                                                  |
| ---------------- | ------------------------------------------------------------------- | ---------------- | ---------------- | ----------------------------------------------------------------- |
|                  | Domi — 41 min 43 s Nieuwendyk (Kaberle, Ponikarovsky) — 55 min 18 s | 1-0 2-0          |                  | Arbitrage : Paul Devorski, Stephen Walkom Greg Devorski,Mark Pare |
| Belfour          | Gardiens                                                            | Lalime           |                  | Arbitrage : Paul Devorski, Stephen Walkom Greg Devorski,Mark Pare |
| 8 min            | Pénalités                                                           | 6 min            |                  | Arbitrage : Paul Devorski, Stephen Walkom Greg Devorski,Mark Pare |
| 16               | Tirs                                                                | 21               |                  | Arbitrage : Paul Devorski, Stephen Walkom Greg Devorski,Mark Pare |

| 18 avril | Ottawa | 2-1 (2 pr) (0-1, 0-0, 1-0, 0-0, 1-0) | Toronto | Corel Centre 18 500 spectateurs |

| Feuille de match | Feuille de match                                                                | Feuille de match | Feuille de match                           | Feuille de match                                                      |
| ---------------- | ------------------------------------------------------------------------------- | ---------------- | ------------------------------------------ | --------------------------------------------------------------------- |
|                  | Chára (Schaefer, Smolinski) — 44 min 55 s Fisher (Vermette, Neil) — 81 min 47 s | 0-1 1-1 2-1      | McCabe (Leetch, Roberts) — 4 min 14 s (SN) | Arbitrage : Kerry Fraser, Kevin Pollock Greg Devorski,Brad Lazarowich |
| Lalime           | Gardiens                                                                        | Belfour          |                                            | Arbitrage : Kerry Fraser, Kevin Pollock Greg Devorski,Brad Lazarowich |
| 6 min            | Pénalités                                                                       | 8 min            |                                            | Arbitrage : Kerry Fraser, Kevin Pollock Greg Devorski,Brad Lazarowich |
| 46               | Tirs                                                                            | 28               |                                            | Arbitrage : Kerry Fraser, Kevin Pollock Greg Devorski,Brad Lazarowich |

| 20 avril | Toronto | 4-1 (3-0, 0-1, 1-0) | Ottawa | Air Canada Centre 19 646 spectateurs |

| Feuille de match | Feuille de match | Feuille de match                | Feuille de match                    | Feuille de match                                                            |
| ---------------- | --- | ------------------------------- | ----------------------------------- | --------------------------------------------------------------------------- |
|                  | Kilger (Domi, Reichel) — 6 min 19 s Nieuwendyk (Leetch, Ponikarovsky) — 7 min 41 s Nieuwendyk (McCabe, Antropov) — 19 min 39 s McCabe (Kilger, Reichel) — 47 min 59 s | 1-0 2-0 3-0 3-1 4-1             | Varaďa (Chára, Hossa) — 20 min 22 s | Arbitrage : Kevin Pollock, Don VanMassenhoven Scott Driscoll,Ray Scapinello |
| Belfour          | Gardiens | Lalime (20 min) Prusek (40 min) |                                     | Arbitrage : Kevin Pollock, Don VanMassenhoven Scott Driscoll,Ray Scapinello |
| 16 min           | Pénalités | 20 min                          |                                     | Arbitrage : Kevin Pollock, Don VanMassenhoven Scott Driscoll,Ray Scapinello |
| 26               | Tirs | 37                              |                                     | Arbitrage : Kevin Pollock, Don VanMassenhoven Scott Driscoll,Ray Scapinello |

#### Red Wings de Détroit contre Predators de Nashville
Détroit gagne la série 4-2.
| 7 avril | Détroit | 3-1 (0-1, 0-0, 3-0) | Nashville | Joe Louis Arena 20 066 spectateurs |

| Feuille de match | Feuille de match                                                                                            | Feuille de match | Feuille de match                | Feuille de match                                                  |
| ---------------- | --- | ---------------- | ------------------------------- | ----------------------------------------------------------------- |
|                  | Draper (Maltby, Thomas) — 40 min 37 s Holmström (Schneider, Lang) — 44 min 55 s Lang (Maltby) — 58 min 15 s | 0-1 1-1 2-1 3-1  | Hall (Johnson, Hartnell) — 16 s | Arbitrage : Stephane Auger, Kevin Pollock Derek Amell, Jean Morin |
| Legace           | Gardiens | Vokoun           |                                 | Arbitrage : Stephane Auger, Kevin Pollock Derek Amell, Jean Morin |
| 6 min            | Pénalités                                                                                                   | 10 min           |                                 | Arbitrage : Stephane Auger, Kevin Pollock Derek Amell, Jean Morin |
| 29               | Tirs | 24               |                                 | Arbitrage : Stephane Auger, Kevin Pollock Derek Amell, Jean Morin |

| 10 avril | Détroit | 2-1 (0-0, 1-1, 1-0) | Nashville | Joe Louis Arena 20 066 spectateurs |

| Feuille de match | Feuille de match                                                                           | Feuille de match | Feuille de match             | Feuille de match                                                  |
| ---------------- | ------------------------------------------------------------------------------------------ | ---------------- | ---------------------------- | ----------------------------------------------------------------- |
|                  | Lang (Shanahan, Holmström) — 25 min 45 s Schneider (Lidström, Shanahan) — 57 min 15 s (SN) | 1-0 1-1 2-1      | Országh (Erat) — 32 min 41 s | Arbitrage : Bill McCreary, Dan O'Halloran Derek Amell, Jean Morin |
| Legace           | Gardiens                                                                                   | Vokoun           |                              | Arbitrage : Bill McCreary, Dan O'Halloran Derek Amell, Jean Morin |
| 12 min           | Pénalités                                                                                  | 20 min           |                              | Arbitrage : Bill McCreary, Dan O'Halloran Derek Amell, Jean Morin |
| 28               | Tirs                                                                                       | 28               |                              | Arbitrage : Bill McCreary, Dan O'Halloran Derek Amell, Jean Morin |

| 11 avril | Nashville | 3-1 (2-0, 0-0, 1-1) | Détroit | Gaylord Entertainment Center 17 113 spectateurs |

| Feuille de match | Feuille de match                                                                           | Feuille de match | Feuille de match                          | Feuille de match                                                  |
| ---------------- | ------------------------------------------------------------------------------------------ | ---------------- | ----------------------------------------- | ----------------------------------------------------------------- |
|                  | Legwand — 18 min 23 s (IN) Hall (Johnson, York) — 19 min 45 s Hartnell (Hall) — 56 min 3 s | 1-0 2-0 2-1 3-1  | Hull (Datsiouk, Zetterberg) — 45 min 21 s | Arbitrage : Paul Devorski, Dennis LaRue Don Henderson, Jean Morin |
| Vokoun           | Gardiens                                                                                   | Legace           |                                           | Arbitrage : Paul Devorski, Dennis LaRue Don Henderson, Jean Morin |
| 10 min           | Pénalités                                                                                  | 6 min            |                                           | Arbitrage : Paul Devorski, Dennis LaRue Don Henderson, Jean Morin |
| 21               | Tirs                                                                                       | 42               |                                           | Arbitrage : Paul Devorski, Dennis LaRue Don Henderson, Jean Morin |

| 13 avril | Nashville | 3-0 (1-0, 1-0, 1-0) | Détroit | Gaylord Entertainment Center 17 113 spectateurs |

| Feuille de match | Feuille de match | Feuille de match                         | Feuille de match | Feuille de match                                                        |
| ---------------- | --- | ---------------------------------------- | ---------------- | ----------------------------------------------------------------------- |
|                  | Sullivan (Walker, Bombardir) — 10 min 44 s Országh (Hamhuis, York) — 34 min 21 s Johnson (Hartnell, Hamhuis) — 42 min 4 s | 1-0 2-0 3-0                              |                  | Arbitrage : Dan Marouelli, Kevin Pollock Don Henderson, Brad Lazarowich |
| Vokoun           | Gardiens | Legace (42 min 4 s) Joseph (17 min 56 s) |                  | Arbitrage : Dan Marouelli, Kevin Pollock Don Henderson, Brad Lazarowich |
| 18 min           | Pénalités | 22 min                                   |                  | Arbitrage : Dan Marouelli, Kevin Pollock Don Henderson, Brad Lazarowich |
| 20               | Tirs | 41                                       |                  | Arbitrage : Dan Marouelli, Kevin Pollock Don Henderson, Brad Lazarowich |

| 15 avril | Détroit | 4-1 (3-0, 1-1, 0-0) | Nashville | Joe Louis Arena 20 066 spectateurs |

| Feuille de match | Feuille de match | Feuille de match    | Feuille de match                            | Feuille de match                                                         |
| ---------------- | --- | ------------------- | ------------------------------------------- | ------------------------------------------------------------------------ |
|                  | Zetterberg (Datsiouk) — 3 min 19 s Hull (Datsiouk, Zetterberg) — 6 min 22 s Shanahan (Yzerman, Chelios) — 13 min 18 s (IN) Lidström (Lang, Schneider) — 29 min 25 s (SN) | 1-0 2-0 3-0 4-0 4-1 | Žoltoks (York, Sullivan) — 39 min 22 s (SN) | Arbitrage : Eric Furlatt, Stephen Walkom Scott Driscoll, Brad Lazarowich |
| Joseph           | Gardiens | Vokoun              |                                             | Arbitrage : Eric Furlatt, Stephen Walkom Scott Driscoll, Brad Lazarowich |
| 10 min           | Pénalités | 12 min              |                                             | Arbitrage : Eric Furlatt, Stephen Walkom Scott Driscoll, Brad Lazarowich |
| 31               | Tirs | 20                  |                                             | Arbitrage : Eric Furlatt, Stephen Walkom Scott Driscoll, Brad Lazarowich |

| 17 avril | Nashville | 0-2 (0-2, 0-0, 0-0) | Détroit | Gaylord Entertainment Center 17 329 spectateurs |

| Feuille de match | Feuille de match | Feuille de match | Feuille de match                                                          | Feuille de match                                                      |
| ---------------- | ---------------- | ---------------- | ------------------------------------------------------------------------- | --------------------------------------------------------------------- |
|                  |                  | 0-1 0-2          | Whitney (Yzerman, Lang) — 1 min 26 s Yzerman (Lang, Whitney) — 1 min 56 s | Arbitrage : Kerry Fraser, Marc Joannette Ray Scapinello, Dan Schachte |
| Vokoun           | Gardiens         | Joseph           |                                                                           | Arbitrage : Kerry Fraser, Marc Joannette Ray Scapinello, Dan Schachte |
| 6 min            | Pénalités        | 10 min           |                                                                           | Arbitrage : Kerry Fraser, Marc Joannette Ray Scapinello, Dan Schachte |
| 15               | Tirs             | 26               |                                                                           | Arbitrage : Kerry Fraser, Marc Joannette Ray Scapinello, Dan Schachte |

#### Sharks de San José contre Blues de Saint-Louis
San José gagne la série 4-1.
| 8 avril | San José | 1-0 (pr) (0-0, 0-0, 0-0, 1-0) | Saint-Louis | HP Pavilion at San Jose 17 496 spectateurs |

| Feuille de match | Feuille de match                                | Feuille de match | Feuille de match | Feuille de match                                                   |
| ---------------- | ----------------------------------------------- | ---------------- | ---------------- | ------------------------------------------------------------------ |
|                  | Dimitrakos (Damphousse, Marshall) — 69 min 16 s | 1-0              |                  | Arbitrage : Kerry Fraser, Dan O'Halloran Lonnie Cameron, Mike Cvik |
| Nabokov          | Gardiens                                        | Osgood           |                  | Arbitrage : Kerry Fraser, Dan O'Halloran Lonnie Cameron, Mike Cvik |
| 10 min           | Pénalités                                       | 8 min            |                  | Arbitrage : Kerry Fraser, Dan O'Halloran Lonnie Cameron, Mike Cvik |
| 29               | Tirs                                            | 26               |                  | Arbitrage : Kerry Fraser, Dan O'Halloran Lonnie Cameron, Mike Cvik |

| 10 avril | San José | 3-1 (1-0, 1-0, 1-1) | Saint-Louis | HP Pavilion at San Jose 17 496 spectateurs |

| Feuille de match | Feuille de match | Feuille de match                         | Feuille de match          | Feuille de match                                                       |
| ---------------- | --- | ---------------------------------------- | ------------------------- | ---------------------------------------------------------------------- |
|                  | Marleau (Stuart, Preissing) — 17 min 29 s (SN) Marleau (Damphousse, Dimitrakos) — 23 min 52 s (SN) Marleau (Damphousse) — 40 min 48 s (IN) | 1-0 2-0 3-0 3-1                          | Weight — 57 min 51 s (IN) | Arbitrage : Kelly Sutherland, Stephen Walkom Lonnie Cameron, Mike Cvik |
| Nabokov          | Gardiens | Osgood (40 min 48 s) Divis (18 min 25 s) |                           | Arbitrage : Kelly Sutherland, Stephen Walkom Lonnie Cameron, Mike Cvik |
| 20 min           | Pénalités | 32 min                                   |                           | Arbitrage : Kelly Sutherland, Stephen Walkom Lonnie Cameron, Mike Cvik |
| 24               | Tirs | 26                                       |                           | Arbitrage : Kelly Sutherland, Stephen Walkom Lonnie Cameron, Mike Cvik |

| 12 avril | Saint-Louis | 4-1 (0-0, 2-0, 2-1) | San José | Savvis Center 19 023 spectateurs |

| Feuille de match | Feuille de match | Feuille de match    | Feuille de match                          | Feuille de match                                                    |
| ---------------- | --- | ------------------- | ----------------------------------------- | ------------------------------------------------------------------- |
|                  | Sillinger (Drake) — 29 min 56 s Drake (Weinrich, Čajánek) — 37 min 24 s Sillinger (Tkachuk, Bäckman) — 47 min 51 s Sillinger (Osgood) — 59 min 13 s (IN + CV) | 1-0 2-0 2-1 3-1 4-1 | Cheechoo (Thornton, Rathje) — 45 min 36 s | Arbitrage : Don Koharski, Dennis LaRue Scott Driscoll, Dan Schachte |
| Osgood           | Gardiens | Nabokov             |                                           | Arbitrage : Don Koharski, Dennis LaRue Scott Driscoll, Dan Schachte |
| 8 min            | Pénalités | 8 min               |                                           | Arbitrage : Don Koharski, Dennis LaRue Scott Driscoll, Dan Schachte |
| 29               | Tirs | 20                  |                                           | Arbitrage : Don Koharski, Dennis LaRue Scott Driscoll, Dan Schachte |

| 13 avril | Saint-Louis | 3-4 (1-1, 0-2, 2-1) | San José | Savvis Center 19 452 spectateurs |

| Feuille de match | Feuille de match | Feuille de match            | Feuille de match | Feuille de match                                                     |
| ---------------- | --- | --------------------------- | --- | -------------------------------------------------------------------- |
|                  | Danton (Sillinger, Savage) — 11 min 25 s Demitra (Pronger, Tkachuk) — 40 min 34 s Weight (Bäckman, Čajánek) — 55 min 7 s (SN) | 0-1 1-1 1-2 1-3 2-3 2-4 3-4 | Thornton (Ricci, Cheechoo) — 6 min 29 s Thornton (Cheechoo) — 23 min 35 s Koroliouk (McLaren, Brown) — 30 min 4 s Koroliouk (Hannan, McLaren) — 51 min 19 s (SN) | Arbitrage : Eric Furlatt, Bill McCreary Scott Driscoll, Dan Schachte |
| Osgood           | Gardiens | Nabokov                     | | Arbitrage : Eric Furlatt, Bill McCreary Scott Driscoll, Dan Schachte |
| 12 min           | Pénalités | 8 min                       | | Arbitrage : Eric Furlatt, Bill McCreary Scott Driscoll, Dan Schachte |
| 25               | Tirs | 24                          | | Arbitrage : Eric Furlatt, Bill McCreary Scott Driscoll, Dan Schachte |

| 15 avril | San José | 3-1 (1-1, 1-0, 1-0) | Saint-Louis | HP Pavilion at San Jose 17 496 spectateurs |

| Feuille de match | Feuille de match                                                                                         | Feuille de match | Feuille de match                        | Feuille de match                                                    |
| ---------------- | --- | ---------------- | --------------------------------------- | ------------------------------------------------------------------- |
|                  | Stuart (Damphousse, Marleau) — 1 min 50 s Smith (Goc, Harvey) — 29 min 34 s Ricci (Hannan) — 56 min 22 s | 1-0 1-1 2-1 3-1  | Savage (Weight, Mellanby) — 13 min 10 s | Arbitrage : Dan Marouelli, Dean Warren Vaughan Rody, Ray Scapinello |
| Nabokov          | Gardiens                                                                                                 | Osgood           |                                         | Arbitrage : Dan Marouelli, Dean Warren Vaughan Rody, Ray Scapinello |
| 6 min            | Pénalités                                                                                                | 8 min            |                                         | Arbitrage : Dan Marouelli, Dean Warren Vaughan Rody, Ray Scapinello |
| 20               | Tirs | 22               |                                         | Arbitrage : Dan Marouelli, Dean Warren Vaughan Rody, Ray Scapinello |

#### Canucks de Vancouver contre Flames de Calgary
Calgary gagne la série 4-3.
| 7 avril | Vancouver | 5-3 (2-0, 2-2, 1-1) | Calgary | General Motors Place 18 630 spectateurs |

| Feuille de match | Feuille de match | Feuille de match                | Feuille de match                                                                                               | Feuille de match                                                  |
| ---------------- | --- | ------------------------------- | --- | ----------------------------------------------------------------- |
|                  | Ručínský (Jovanovski, Näslund) — 2 min 34 s (SN) Salo (Morrison, Näslund) — 5 min 24 s (SN) H. Sedin (D. Sedin, Öhlund) — 32 min 47 s (SN) Öhlund (Morrison, Cooke) — 37 min 51 s Morrison (Näslund, Jovanovski) — 45 min 26 s (SN) | 1-0 2-0 2-1 2-2 3-2 4-2 5-2 5-3 | Simon — 24 min 38 s (SN) Saprykine (Lombardi, Leopold) — 25 min 6 s (SN) Oliwa (Leopold, Conroy) — 46 min 16 s | Arbitrage : Eric Furlatt, Don Koharski Vaughan Rody, Dan Schachte |
| Cloutier         | Gardiens | Kiprusoff                       | | Arbitrage : Eric Furlatt, Don Koharski Vaughan Rody, Dan Schachte |
| 20 min           | Pénalités | 12 min                          | | Arbitrage : Eric Furlatt, Don Koharski Vaughan Rody, Dan Schachte |
| 22               | Tirs | 29                              | | Arbitrage : Eric Furlatt, Don Koharski Vaughan Rody, Dan Schachte |

| 9 avril | Vancouver | 1-2 (0-2, 1-0, 0-0) | Calgary | General Motors Place 18 630 spectateurs |

| Feuille de match | Feuille de match                            | Feuille de match | Feuille de match                                          | Feuille de match                                                        |
| ---------------- | ------------------------------------------- | ---------------- | --------------------------------------------------------- | ----------------------------------------------------------------------- |
|                  | Näslund (Ručínský, Salo) — 29 min 41 s (SN) | 0-1 0-2 1-2      | Iginla (Leopold, Simon) — 3 min 6 s Lombardi — 3 min 56 s | Arbitrage : Kerry Fraser, Don VanMassenhoven Vaughan Rody, Dan Schachte |
| Cloutier         | Gardiens                                    | Kiprusoff        |                                                           | Arbitrage : Kerry Fraser, Don VanMassenhoven Vaughan Rody, Dan Schachte |
| 14 min           | Pénalités                                   | 14 min           |                                                           | Arbitrage : Kerry Fraser, Don VanMassenhoven Vaughan Rody, Dan Schachte |
| 26               | Tirs                                        | 24               |                                                           | Arbitrage : Kerry Fraser, Don VanMassenhoven Vaughan Rody, Dan Schachte |

| 11 avril | Calgary | 1-2 (0-0, 1-1, 0-1) | Vancouver | Pengrowth Saddledome 19 289 spectateurs |

| Feuille de match | Feuille de match                      | Feuille de match                             | Feuille de match                                                       | Feuille de match                                                  |
| ---------------- | ------------------------------------- | -------------------------------------------- | ---------------------------------------------------------------------- | ----------------------------------------------------------------- |
|                  | Simon (Lombardi, Iginla) — 21 min 4 s | 1-0 1-1 1-2                                  | Näslund (Jovanovski) — 22 min 10 s (SN) Cooke (Morrison) — 41 min 29 s | Arbitrage : Dan Marouelli, Chris Rooney Mark Pare, Ray Scapinello |
| Kiprusoff        | Gardiens                              | Cloutier (19 min 13 s) Hedberg (40 min 46 s) |                                                                        | Arbitrage : Dan Marouelli, Chris Rooney Mark Pare, Ray Scapinello |
| 17 min           | Pénalités                             | 21 min                                       |                                                                        | Arbitrage : Dan Marouelli, Chris Rooney Mark Pare, Ray Scapinello |
| 31               | Tirs                                  | 25                                           |                                                                        | Arbitrage : Dan Marouelli, Chris Rooney Mark Pare, Ray Scapinello |

| 13 avril | Calgary | 4-0 (0-0, 3-0, 1-0) | Vancouver | Pengrowth Saddledome 19 289 spectateurs |

| Feuille de match | Feuille de match | Feuille de match | Feuille de match | Feuille de match                                                  |
| ---------------- | --- | ---------------- | ---------------- | ----------------------------------------------------------------- |
|                  | Yelle (Clark) — 20 min 58 s (IN) Clark (Gauthier, Kiprusoff) — 36 min 6 s (SN) Donovan (Gélinas, Regehr) — 36 min 33 s Iginla — 58 min 13 s (CV) | 1-0 2-0 3-0 4-0  |                  | Arbitrage : Stephen Walkom, Dean Warren Mark Pare, Ray Scapinello |
| Kiprusoff        | Gardiens | Hedberg          |                  | Arbitrage : Stephen Walkom, Dean Warren Mark Pare, Ray Scapinello |
| 18 min           | Pénalités | 14 min           |                  | Arbitrage : Stephen Walkom, Dean Warren Mark Pare, Ray Scapinello |
| 32               | Tirs | 20               |                  | Arbitrage : Stephen Walkom, Dean Warren Mark Pare, Ray Scapinello |

| 15 avril | Vancouver | 1-2 (0-0, 1-1, 0-1) | Calgary | General Motors Place 18 630 spectateurs |

| Feuille de match | Feuille de match                           | Feuille de match | Feuille de match                                                                     | Feuille de match                                               |
| ---------------- | ------------------------------------------ | ---------------- | ------------------------------------------------------------------------------------ | -------------------------------------------------------------- |
|                  | H. Sedin (Salo, Öhlund) — 36 min 19 s (SN) | 0-1 1-1 1-2      | Conroy (Commodore, Iginla) — 23 min 50 s (SN) Iginla (Ference, Conroy) — 45 min 37 s | Arbitrage : Kevin Pollock, Rob Shick Lonnie Cameron, Mike Cvik |
| Auld             | Gardiens                                   | Kiprusoff        |                                                                                      | Arbitrage : Kevin Pollock, Rob Shick Lonnie Cameron, Mike Cvik |
| 12 min           | Pénalités                                  | 18 min           |                                                                                      | Arbitrage : Kevin Pollock, Rob Shick Lonnie Cameron, Mike Cvik |
| 33               | Tirs                                       | 20               |                                                                                      | Arbitrage : Kevin Pollock, Rob Shick Lonnie Cameron, Mike Cvik |

| 17 avril | Calgary | 4-5 (3 pr) (0-1, 2-3, 2-0, 0-0, 0-0, 0-1) | Vancouver | Pengrowth Saddledome 19 289 spectateurs |

| Feuille de match | Feuille de match | Feuille de match                    | Feuille de match | Feuille de match                                                    |
| ---------------- | --- | ----------------------------------- | --- | ------------------------------------------------------------------- |
|                  | Saprykine (Regehr, Conroy) — 30 min 31 s Nieminen (Commodore) — 32 min 38 s Gélinas (Clark, Regehr) — 41 min 14 s Clark (Regehr, Nilson) — 52 min 56 s | 0-1 0-2 0-3 0-4 1-4 2-4 3-4 4-4 4-5 | Ruutu (H. Sedin, D. Sedin) — 18 min 1 s D. Sedin (Sopel, H. Sedin) — 25 min 32 s (SN) May (Sanderson, Tchoubarov) — 26 min 42 s Sanderson (Öhlund, Näslund) — 30 min 15 s Morrison (Näslund) — 102 min 28 s | Arbitrage : Michael McGeough, Rob Shick Lonnie Cameron, Mark Wheler |
| Kiprusoff        | Gardiens | Auld                                | | Arbitrage : Michael McGeough, Rob Shick Lonnie Cameron, Mark Wheler |
| 10 min           | Pénalités | 8 min                               | | Arbitrage : Michael McGeough, Rob Shick Lonnie Cameron, Mark Wheler |
| 40               | Tirs | 52                                  | | Arbitrage : Michael McGeough, Rob Shick Lonnie Cameron, Mark Wheler |

| 19 avril | Vancouver | 2-3 (pr) (0-0, 0-1, 2-1, 0-1) | Calgary | General Motors Place 18 630 spectateurs |

| Feuille de match | Feuille de match                                                                | Feuille de match    | Feuille de match | Feuille de match                                                  |
| ---------------- | ------------------------------------------------------------------------------- | ------------------- | --- | ----------------------------------------------------------------- |
|                  | Cooke (Näslund, Jovanovski) — 47 min 32 s Cooke (Näslund, Öhlund) — 59 min 54 s | 0-1 1-1 1-2 2-2 2-3 | Iginla (Conroy, Lombardi) — 32 min 50 s Iginla (Leopold, Conroy) — 50 min 14 s (SN) Gélinas (Iginla, Yelle) — 61 min 25 s (SN) | Arbitrage : Dan Marouelli, Brad Watson Brad Kovachik, Mark Wheler |
| Auld             | Gardiens                                                                        | Kiprusoff           | | Arbitrage : Dan Marouelli, Brad Watson Brad Kovachik, Mark Wheler |
| 10 min           | Pénalités                                                                       | 10 min              | | Arbitrage : Dan Marouelli, Brad Watson Brad Kovachik, Mark Wheler |
| 28               | Tirs                                                                            | 28                  | | Arbitrage : Dan Marouelli, Brad Watson Brad Kovachik, Mark Wheler |

#### Avalanche du Colorado contre Stars de Dallas
Colorado gagne la série 4-1.
| 7 avril | Colorado | 3-1 (2-0, 0-0, 1-1) | Dallas | Pepsi Center 18 007 spectateurs |

| Feuille de match | Feuille de match | Feuille de match | Feuille de match                         | Feuille de match                                                  |
| ---------------- | --- | ---------------- | ---------------------------------------- | ----------------------------------------------------------------- |
|                  | Forsberg (Blake, Svatoš) — 6 min 14 s Tanguay (Boughner, Liles) — 8 min 37 s Sakic (Selänne, Boughner) — 43 min 49 s | 1-0 2-0 3-0 3-1  | Kapanen (DiMaio, Numminen) — 53 min 30 s | Arbitrage : Stephen Walkom, Dean Warren Mark Pare, Ray Scapinello |
| Aebischer        | Gardiens | Turco            |                                          | Arbitrage : Stephen Walkom, Dean Warren Mark Pare, Ray Scapinello |
| 10 min           | Pénalités | 8 min            |                                          | Arbitrage : Stephen Walkom, Dean Warren Mark Pare, Ray Scapinello |
| 25               | Tirs | 38               |                                          | Arbitrage : Stephen Walkom, Dean Warren Mark Pare, Ray Scapinello |

| 9 avril | Colorado | 5-2 (2-1, 2-1, 1-0) | Dallas | Pepsi Center 18 007 spectateurs |

| Feuille de match | Feuille de match | Feuille de match            | Feuille de match                                                                 | Feuille de match                                                 |
| ---------------- | --- | --------------------------- | -------------------------------------------------------------------------------- | ---------------------------------------------------------------- |
|                  | Sakic (Forsberg, Hejduk) — 9 min 36 s (SN) Tanguay (Blake, Sakic) — 19 min 57 s (SN) Forsberg (Tanguay, Hejduk) — 26 min 48 s Hinote (Nikolichine) — 33 min 42 s (IN) Konowalchuk (Blake, Svatoš) — 43 min 1 s (SN) | 0-1 1-1 2-1 3-1 4-1 4-2 5-2 | Modano (Turgeon, Boure) — 8 min 33 s (SN) Therien (Arnott, Morrow) — 37 min 19 s | Arbitrage : Don Koharski, Chris Rooney Mark Pare, Ray Scapinello |
| Aebischer        | Gardiens | Turco                       |                                                                                  | Arbitrage : Don Koharski, Chris Rooney Mark Pare, Ray Scapinello |
| 16 min           | Pénalités | 30 min                      |                                                                                  | Arbitrage : Don Koharski, Chris Rooney Mark Pare, Ray Scapinello |
| 27               | Tirs | 21                          |                                                                                  | Arbitrage : Don Koharski, Chris Rooney Mark Pare, Ray Scapinello |

| 12 avril | Dallas | 4-3 (pr) (1-2, 1-1, 1-0, 1-0) | Colorado | American Airlines Center 18 032 spectateurs |

| Feuille de match | Feuille de match | Feuille de match            | Feuille de match | Feuille de match                                                     |
| ---------------- | --- | --------------------------- | --- | -------------------------------------------------------------------- |
|                  | Arnott (Modano, Zoubov) — 8 min 1 s (SN) Young (Boure, Turgeon) — 39 min 58 s (SN) Boucher (Corson, Matvichuk) — 55 min 33 s Ott — 62 min 11 s | 1-0 1-1 1-2 1-3 2-3 3-3 4-3 | Hejduk (Blake, Forsberg) — 11 min 34 s Hahl (Selänne, Boughner) — 15 min 37 s Konowalchuk (Sakic, Tanguay) — 31 min 2 s (SN) | Arbitrage : Marc Joannette, Bill McCreary Steve Miller, Brian Murphy |
| Turco            | Gardiens | Aebischer                   | | Arbitrage : Marc Joannette, Bill McCreary Steve Miller, Brian Murphy |
| 4 min            | Pénalités | 8 min                       | | Arbitrage : Marc Joannette, Bill McCreary Steve Miller, Brian Murphy |
| 32               | Tirs | 17                          | | Arbitrage : Marc Joannette, Bill McCreary Steve Miller, Brian Murphy |

| 14 avril | Dallas | 2-3 (2 pr) (1-2, 0-0, 1-0, 0-0, 0-1) | Colorado | American Airlines Center 18 532 spectateurs |

| Feuille de match | Feuille de match                                                         | Feuille de match    | Feuille de match                                                                                           | Feuille de match                                                       |
| ---------------- | ------------------------------------------------------------------------ | ------------------- | --- | ---------------------------------------------------------------------- |
|                  | Zoubov (Guerin, Turgeon) — 15 min 5 s (SN) Turgeon (Boure) — 51 min 14 s | 0-1 0-2 1-2 2-2 2-3 | Hejduk (Blake, Forsberg) — 9 min 10 s (SN) Sakic — 14 min 1 s (IN) Svatoš (Skrastiņš, Foote) — 85 min 18 s | Arbitrage : Paul Devorski, Kelly Sutherland Steve Miller, Brian Murphy |
| Turco            | Gardiens                                                                 | Aebischer           | | Arbitrage : Paul Devorski, Kelly Sutherland Steve Miller, Brian Murphy |
| 6 min            | Pénalités                                                                | 6 min               | | Arbitrage : Paul Devorski, Kelly Sutherland Steve Miller, Brian Murphy |
| 43               | Tirs                                                                     | 21                  | | Arbitrage : Paul Devorski, Kelly Sutherland Steve Miller, Brian Murphy |

| 17 avril | Colorado | 5-1 (1-1, 1-0, 3-0) | Dallas | Pepsi Center 18 007 spectateurs |

| Feuille de match | Feuille de match | Feuille de match        | Feuille de match              | Feuille de match                                               |
| ---------------- | --- | ----------------------- | ----------------------------- | -------------------------------------------------------------- |
|                  | Hendrickson (Barnaby, Väänänen) — 18 min 57 s Konowalchuk (Svatoš, Foote) — 21 min 41 s (SN) Forsberg (Svatoš, Skrastiņš) — 40 min 42 s Hejduk (Svatoš, Forsberg) — 49 min 8 s Sakic (Forsberg, Foote) — 55 min 4 s (CV) | 0-1 1-1 2-1 3-1 4-1 5-1 | Therien (Modano) — 5 min 39 s | Arbitrage : Dan Marouelli, Brad Watson Mike Cvik, Vaughan Rody |
| Aebischer        | Gardiens | Turco                   |                               | Arbitrage : Dan Marouelli, Brad Watson Mike Cvik, Vaughan Rody |
| 8 min            | Pénalités | 8 min                   |                               | Arbitrage : Dan Marouelli, Brad Watson Mike Cvik, Vaughan Rody |
| 30               | Tirs | 22                      |                               | Arbitrage : Dan Marouelli, Brad Watson Mike Cvik, Vaughan Rody |

### Demi-finales d'Association

#### Tampa Bay contre Montréal
Tampa Bay gagne la série 4-0.
| 23 avril | Tampa Bay | 4-0 (0-0, 2-0, 2-0) | Montréal | St. Pete Times 18 904 spectateurs |

| Feuille de match | Feuille de match | Feuille de match                          | Feuille de match | Feuille de match                                               |
| ---------------- | --- | ----------------------------------------- | ---------------- | -------------------------------------------------------------- |
|                  | Fedotenko (St-Louis, Lecavalier) — 22 min 52 s Lecavalier (St-Louis, Sydor) — 36 min 43 s Lecavalier (St-Louis, Boyle) — 43 min 49 s Afanassenkov (Taylor) — 47 min 20 s | 1-0 2-0 3-0 4-0                           |                  | Arbitrage : Kerry Fraser, Dan O'Halloran Jean Morin, Tim Nowak |
| Khabibouline     | Gardiens | Théodore (48 min 6 s) Garon (11 min 54 s) |                  | Arbitrage : Kerry Fraser, Dan O'Halloran Jean Morin, Tim Nowak |
| 11 min           | Pénalités | 27 min                                    |                  | Arbitrage : Kerry Fraser, Dan O'Halloran Jean Morin, Tim Nowak |
| 34               | Tirs | 21                                        |                  | Arbitrage : Kerry Fraser, Dan O'Halloran Jean Morin, Tim Nowak |

| 25 avril | Tampa Bay | 3-1 (2-1, 1-0, 0-0) | Montréal | St. Pete Times 19 435 spectateurs |

| Feuille de match | Feuille de match | Feuille de match | Feuille de match                            | Feuille de match                                                 |
| ---------------- | --- | ---------------- | ------------------------------------------- | ---------------------------------------------------------------- |
|                  | Lecavalier (St-Louis, Andreychuk) — 2 min 35 s (SN) Modin (Richards, Stillman) — 8 min 33 s Lecavalier (Sarich) — 39 min 57 s | 1-0 2-0 2-1 3-1  | Koivu (Kovaliov, Markov) — 16 min 40 s (SN) | Arbitrage : Marc Joannette, Stephen Walkom Jean Morin, Tim Nowak |
| Khabibouline     | Gardiens | Théodore         |                                             | Arbitrage : Marc Joannette, Stephen Walkom Jean Morin, Tim Nowak |
| 8 min            | Pénalités | 8 min            |                                             | Arbitrage : Marc Joannette, Stephen Walkom Jean Morin, Tim Nowak |
| 29               | Tirs | 27               |                                             | Arbitrage : Marc Joannette, Stephen Walkom Jean Morin, Tim Nowak |

| 27 avril | Montréal | 3-4 (pr) (0-0, 1-2, 2-1, 0-1) | Tampa Bay | Centre Bell 21 273 spectateurs |

| Feuille de match | Feuille de match | Feuille de match            | Feuille de match                                                                                       | Feuille de match                                                  |
| ---------------- | --- | --------------------------- | --- | ----------------------------------------------------------------- |
|                  | Stillman (Kubina, Taylor) — 28 min 41 s (IN) Richards (St-Louis) — 32 min 24 s (SN) Lecavalier (Andreychuk, St-Louis) — 59 min 43 s Richards (Modin) — 61 min 5 s | 1-0 1-1 2-1 2-2 2-3 3-3 4-3 | Kovaliov (Markov, Rivet) — 29 min 33 s (SN) Ryder (Rivet) — 50 min 32 s Brisebois (Dowd) — 56 min 13 s | Arbitrage : Paul Devorski, Rob Shick Greg Devorski, Brad Kovachik |
| Théodore         | Gardiens | Khabibouline                | | Arbitrage : Paul Devorski, Rob Shick Greg Devorski, Brad Kovachik |
| 30 min           | Pénalités | 28 min                      | | Arbitrage : Paul Devorski, Rob Shick Greg Devorski, Brad Kovachik |
| 31               | Tirs | 28                          | | Arbitrage : Paul Devorski, Rob Shick Greg Devorski, Brad Kovachik |

| 29 avril | Montréal | 1-3 (1-0, 0-2, 0-1) | Tampa Bay | Centre Bell 21 273 spectateurs |

| Feuille de match | Feuille de match                | Feuille de match | Feuille de match | Feuille de match                                                        |
| ---------------- | ------------------------------- | ---------------- | --- | ----------------------------------------------------------------------- |
|                  | Sundström (Juneau) — 5 min 46 s | 1-0 1-1 1-2 1-3  | Boyle (Lecavalier, Andreychuk) — 31 min 57 s (SN) Richards (Afanassenkov) — 37 min 14 s Modin (Afanassenkov, Andreychuk) — 59 min 4 s (CV) | Arbitrage : Michael McGeough, Brad Watson Brad Kovachik, Ray Scapinello |
| Théodore         | Gardiens                        | Khabibouline     | | Arbitrage : Michael McGeough, Brad Watson Brad Kovachik, Ray Scapinello |
| 21 min           | Pénalités                       | 17 min           | | Arbitrage : Michael McGeough, Brad Watson Brad Kovachik, Ray Scapinello |
| 28               | Tirs                            | 24               | | Arbitrage : Michael McGeough, Brad Watson Brad Kovachik, Ray Scapinello |

#### Philadelphie contre Toronto
Philadelphie gagne la série 4-2.
| 22 avril | Philadelphie | 3-1 (1-1, 1-0, 1-0) | Toronto | Wachovia Center 19 447 spectateurs |

| Feuille de match | Feuille de match                                                                                                | Feuille de match | Feuille de match                        | Feuille de match                                                     |
| ---------------- | --- | ---------------- | --------------------------------------- | -------------------------------------------------------------------- |
|                  | Amonte (Roenick, Jamnov) — 7 min 14 s Ragnarsson (Handzuš, Kapanen) — 25 min 11 s Gagné (LeClair) — 55 min 35 s | 1-0 1-1 2-1 3-1  | Moguilny (McCabe, Leetch) — 14 min 28 s | Arbitrage : Don Koharski, Bill McCreary Greg Devorski, Brad Kovachik |
| Esche            | Gardiens | Belfour          |                                         | Arbitrage : Don Koharski, Bill McCreary Greg Devorski, Brad Kovachik |
| 6 min            | Pénalités | 8 min            |                                         | Arbitrage : Don Koharski, Bill McCreary Greg Devorski, Brad Kovachik |
| 26               | Tirs | 23               |                                         | Arbitrage : Don Koharski, Bill McCreary Greg Devorski, Brad Kovachik |

| 25 avril | Philadelphie | 2-1 (1-0, 0-1, 1-0) | Toronto | Wachovia Center 19 792 spectateurs |

| Feuille de match | Feuille de match                                                                             | Feuille de match | Feuille de match                  | Feuille de match                                                        |
| ---------------- | -------------------------------------------------------------------------------------------- | ---------------- | --------------------------------- | ----------------------------------------------------------------------- |
|                  | Brashear (Recchi, Primeau) — 17 min 57 s (SN) Jamnov (Amonte, Ragnarsson) — 48 min 25 s (SN) | 1-0 1-1 2-1      | Domi (Wilm, Leetch) — 33 min 48 s | Arbitrage : Kerry Fraser, Michael McGeough Greg Devorski, Brad Kovachik |
| Esche            | Gardiens                                                                                     | Belfour          |                                   | Arbitrage : Kerry Fraser, Michael McGeough Greg Devorski, Brad Kovachik |
| 8 min            | Pénalités                                                                                    | 10 min           |                                   | Arbitrage : Kerry Fraser, Michael McGeough Greg Devorski, Brad Kovachik |
| 24               | Tirs                                                                                         | 27               |                                   | Arbitrage : Kerry Fraser, Michael McGeough Greg Devorski, Brad Kovachik |

| 28 avril | Toronto | 4-1 (0-0, 3-1, 1-0) | Philadelphie | Air Canada Centre 19 628 spectateurs |

| Feuille de match | Feuille de match | Feuille de match    | Feuille de match                             | Feuille de match                                                  |
| ---------------- | --- | ------------------- | -------------------------------------------- | ----------------------------------------------------------------- |
|                  | Moguilny (Sundin) — 25 min 12 s Ponikarovsky (McCabe) — 26 min 42 s Kilger (Domi, Francis) — 35 min 11 s Tucker (Leetch, McCabe) — 51 min 36 s (SN) | 1-0 2-0 3-0 3-1 4-1 | Amonte (Jamnov, Pitkänen) — 38 min 58 s (SN) | Arbitrage : Paul Devorski, Dan Marouelli Greg Devorski, Tim Nowak |
| Belfour          | Gardiens | Esche               |                                              | Arbitrage : Paul Devorski, Dan Marouelli Greg Devorski, Tim Nowak |
| 10 min           | Pénalités | 14 min              |                                              | Arbitrage : Paul Devorski, Dan Marouelli Greg Devorski, Tim Nowak |
| 29               | Tirs | 19                  |                                              | Arbitrage : Paul Devorski, Dan Marouelli Greg Devorski, Tim Nowak |

| 30 avril | Toronto | 3-1 (1-1, 1-0, 1-0) | Philadelphie | Air Canada Centre 19 614 spectateurs |

| Feuille de match | Feuille de match                                                                                             | Feuille de match | Feuille de match   | Feuille de match                                                 |
| ---------------- | --- | ---------------- | ------------------ | ---------------------------------------------------------------- |
|                  | Sundin (Roberts, Kaberle) — 13 min 24 s Sundin (Roberts) — 27 min 45 s Tucker (McCabe, Leetch) — 42 min 19 s | 0-1 1-1 2-1 3-1  | Gagné — 7 min 44 s | Arbitrage : Bill McCreary, Brad Watson Scott Driscoll, Tim Nowak |
| Belfour          | Gardiens | Esche            |                    | Arbitrage : Bill McCreary, Brad Watson Scott Driscoll, Tim Nowak |
| 12 min           | Pénalités | 14 min           |                    | Arbitrage : Bill McCreary, Brad Watson Scott Driscoll, Tim Nowak |
| 31               | Tirs | 29               |                    | Arbitrage : Bill McCreary, Brad Watson Scott Driscoll, Tim Nowak |

| 2 mai | Philadelphie | 7-2 (3-1, 3-1, 1-0) | Toronto | Wachovia Center 19 825 spectateurs |

| Feuille de match              | Feuille de match | Feuille de match                        | Feuille de match                                                                  | Feuille de match                                                   |
| ----------------------------- | --- | --------------------------------------- | --------------------------------------------------------------------------------- | ------------------------------------------------------------------ |
|                               | Recchi — 3 min 51 s Handzuš (Gagné, Johnsson) — 5 min 43 s Primeau — 18 min 54 s (IN) Primeau (Gagné, Radivojevič) — 20 min 44 s Radivojevič (Markov, Primeau) — 23 min 54 s Handzuš (Somík, Brashear) — 27 min 3 s Primeau (Gagné, Timander) — 43 min 50 s | 1-0 2-0 3-0 3-1 4-1 5-1 6-1 6-2 7-2     | Nieuwendyk (Kaberle, Francis) — 19 min 25 s (SN) Roberts (Moguilny) — 29 min 54 s | Arbitrage : Marc Joannette, Rob Shick Scott Driscoll, Brian Murphy |
| Esche (20 min) Burke (40 min) | Gardiens | Belfour (27 min 3 s) Kidd (32 min 57 s) |                                                                                   | Arbitrage : Marc Joannette, Rob Shick Scott Driscoll, Brian Murphy |
| 30 min                        | Pénalités | 50 min                                  |                                                                                   | Arbitrage : Marc Joannette, Rob Shick Scott Driscoll, Brian Murphy |
| 29                            | Tirs | 11                                      |                                                                                   | Arbitrage : Marc Joannette, Rob Shick Scott Driscoll, Brian Murphy |

| 4 mai | Toronto | 2-3 (pr) (0-2, 0-0, 2-0, 0-1) | Philadelphie | Air Canada Centre 19 625 spectateurs |

| Feuille de match | Feuille de match                                                              | Feuille de match    | Feuille de match                                                                                                | Feuille de match                                                       |
| ---------------- | ----------------------------------------------------------------------------- | ------------------- | --- | ---------------------------------------------------------------------- |
|                  | Pilař (Moguilny, Sundin) — 49 min 4 s Sundin (Roberts, Moguilny) — 55 min 8 s | 0-1 0-2 1-2 2-2 2-3 | Somík (Handzuš, Brashear) — 9 min 55 s Roenick (Jamnov, Kapanen) — 15 min 30 s Roenick (Pitkänen) — 67 min 39 s | Arbitrage : Kevin Pollock, Stephen Walkom Brian Murphy, Ray Scapinello |
| Belfour          | Gardiens                                                                      | Esche               | | Arbitrage : Kevin Pollock, Stephen Walkom Brian Murphy, Ray Scapinello |
| 8 min            | Pénalités                                                                     | 10 min              | | Arbitrage : Kevin Pollock, Stephen Walkom Brian Murphy, Ray Scapinello |
| 36               | Tirs                                                                          | 25                  | | Arbitrage : Kevin Pollock, Stephen Walkom Brian Murphy, Ray Scapinello |

#### Détroit contre Calgary
Calgary gagne la série 4-2.
| 22 avril | Détroit | 1-2 (pr) (0-0, 1-1, 0-0, 0-1) | Calgary | Joe Louis Arena 20 066 spectateurs |

| Feuille de match | Feuille de match                       | Feuille de match | Feuille de match                                               | Feuille de match                                                            |
| ---------------- | -------------------------------------- | ---------------- | -------------------------------------------------------------- | --------------------------------------------------------------------------- |
|                  | Lang (Shanahan, Hatcher) — 26 min 14 s | 1-0 1-1 1-2      | Regehr (Lombardi) — 37 min 57 s Nilson (Gélinas) — 62 min 39 s | Arbitrage : Marc Joannette, Don VanMassenhoven Brian Murphy, Ray Scapinello |
| Joseph           | Gardiens                               | Kiprusoff        |                                                                | Arbitrage : Marc Joannette, Don VanMassenhoven Brian Murphy, Ray Scapinello |
| 6 min            | Pénalités                              | 12 min           |                                                                | Arbitrage : Marc Joannette, Don VanMassenhoven Brian Murphy, Ray Scapinello |
| 29               | Tirs                                   | 18               |                                                                | Arbitrage : Marc Joannette, Don VanMassenhoven Brian Murphy, Ray Scapinello |

| 24 avril | Détroit | 5-2 (0-0, 3-1, 2-1) | Calgary | Joe Louis Arena 20 066 spectateurs |

| Feuille de match | Feuille de match | Feuille de match            | Feuille de match                                     | Feuille de match                                                      |
| ---------------- | --- | --------------------------- | ---------------------------------------------------- | --------------------------------------------------------------------- |
|                  | Holmström (Lidström, Datsiouk) — 23 min 2 s (SN) Yzerman (Dandenault, Lidström) — 30 min 6 s Yzerman (Maltby, Draper) — 32 min 19 s Hull (Lidström, Datsiouk) — 54 min 49 s (SN) Lidström (Hull) — 56 min 8 s (SN) | 1-0 2-0 3-0 3-1 4-1 5-1 5-2 | Donovan (Nilson) — 33 min 50 s Gélinas — 58 min 50 s | Arbitrage : Dan Marouelli, Kevin Pollock Brian Murphy, Ray Scapinello |
| Joseph           | Gardiens | Kiprusoff                   |                                                      | Arbitrage : Dan Marouelli, Kevin Pollock Brian Murphy, Ray Scapinello |
| 24 min           | Pénalités | 26 min                      |                                                      | Arbitrage : Dan Marouelli, Kevin Pollock Brian Murphy, Ray Scapinello |
| 32               | Tirs | 16                          |                                                      | Arbitrage : Dan Marouelli, Kevin Pollock Brian Murphy, Ray Scapinello |

| 27 avril | Calgary | 3-2 (0-0, 3-2, 0-0) | Détroit | Pengrowth Saddledome 19 289 spectateurs |

| Feuille de match | Feuille de match | Feuille de match    | Feuille de match                                                              | Feuille de match                                                      |
| ---------------- | --- | ------------------- | ----------------------------------------------------------------------------- | --------------------------------------------------------------------- |
|                  | Yelle (Gélinas, Clark) — 23 min 38 s Iginla (Gélinas, Lombardi) — 25 min 46 s (SN) Donovan (Nilson, Nieminen) — 32 min 24 s | 0-1 1-1 2-1 2-2 3-2 | Lang (McCarty, Shanahan) — 21 min 17 s Fischer (Hull, Datsiouk) — 31 min 44 s | Arbitrage : Bill McCreary, Kelly Sutherland Dan Schachte, Mark Wheler |
| Kiprusoff        | Gardiens | Joseph              |                                                                               | Arbitrage : Bill McCreary, Kelly Sutherland Dan Schachte, Mark Wheler |
| 4 min            | Pénalités | 8 min               |                                                                               | Arbitrage : Bill McCreary, Kelly Sutherland Dan Schachte, Mark Wheler |
| 27               | Tirs | 29                  |                                                                               | Arbitrage : Bill McCreary, Kelly Sutherland Dan Schachte, Mark Wheler |

| 29 avril | Calgary | 2-4 (0-1, 2-1, 0-2) | Détroit | Pengrowth Saddledome 19 289 spectateurs |

| Feuille de match | Feuille de match                                                               | Feuille de match        | Feuille de match | Feuille de match                                                     |
| ---------------- | ------------------------------------------------------------------------------ | ----------------------- | --- | -------------------------------------------------------------------- |
|                  | Gélinas (Iginla, Conroy) — 25 min 45 s Nieminen (Donovan, Nilson) — 26 min 3 s | 0-1 0-2 1-2 2-2 2-3 2-4 | Maltby (Draper, Whitney) — 26 s Devereaux (Whitney, Draper) — 23 min Dandenault (Holmström, Lang) — 50 min 2 s Zetterberg (Shanahan, Lidström) — 59 min 36 s (CV) | Arbitrage : Dan O'Halloran, Stephen Walkom Dan Schachte, Mark Wheler |
| Kiprusoff        | Gardiens                                                                       | Joseph                  | | Arbitrage : Dan O'Halloran, Stephen Walkom Dan Schachte, Mark Wheler |
| 24 min           | Pénalités                                                                      | 13 min                  | | Arbitrage : Dan O'Halloran, Stephen Walkom Dan Schachte, Mark Wheler |
| 27               | Tirs                                                                           | 29                      | | Arbitrage : Dan O'Halloran, Stephen Walkom Dan Schachte, Mark Wheler |

| 1er mai | Détroit | 0-1 (0-0, 0-1, 0-0) | Calgary | Joe Louis Arena 20 066 spectateurs |

| Feuille de match | Feuille de match | Feuille de match | Feuille de match             | Feuille de match                                                     |
| ---------------- | ---------------- | ---------------- | ---------------------------- | -------------------------------------------------------------------- |
|                  |                  | 0-1              | Conroy (Iginla) — 36 min 7 s | Arbitrage : Don Koharski, Kevin Pollock Greg Devorski, Brad Kovachik |
| Joseph           | Gardiens         | Kiprusoff        |                              | Arbitrage : Don Koharski, Kevin Pollock Greg Devorski, Brad Kovachik |
| 8 min            | Pénalités        | 12 min           |                              | Arbitrage : Don Koharski, Kevin Pollock Greg Devorski, Brad Kovachik |
| 31               | Tirs             | 21               |                              | Arbitrage : Don Koharski, Kevin Pollock Greg Devorski, Brad Kovachik |

| 3 mai | Calgary | 1-0 (pr) (0-0, 0-0, 0-0, 1-0) | Détroit | Pengrowth Saddledome 19 289 spectateurs |

| Feuille de match | Feuille de match                       | Feuille de match | Feuille de match | Feuille de match                                                     |
| ---------------- | -------------------------------------- | ---------------- | ---------------- | -------------------------------------------------------------------- |
|                  | Gélinas (Conroy, Iginla) — 79 min 13 s | 1-0              |                  | Arbitrage : Kerry Fraser, Don VanMassenhoven Jean Morin, Mark Wheler |
| Kiprusoff        | Gardiens                               | Joseph           |                  | Arbitrage : Kerry Fraser, Don VanMassenhoven Jean Morin, Mark Wheler |
| 8 min            | Pénalités                              | 10 min           |                  | Arbitrage : Kerry Fraser, Don VanMassenhoven Jean Morin, Mark Wheler |
| 44               | Tirs                                   | 38               |                  | Arbitrage : Kerry Fraser, Don VanMassenhoven Jean Morin, Mark Wheler |

#### San José contre Colorado
San José gagne la série 4-2.
| 22 avril | San José | 5-2 (3-0, 2-1, 0-1) | Colorado | HP Pavilion at San Jose 17 496 spectateurs |

| Feuille de match | Feuille de match | Feuille de match                           | Feuille de match                                                                              | Feuille de match                                                       |
| ---------------- | --- | ------------------------------------------ | --------------------------------------------------------------------------------------------- | ---------------------------------------------------------------------- |
|                  | Marleau (Cheechoo, Rathje) — 10 min 52 s Damphousse (Dimitrakos, Stuart) — 12 min 42 s Hannan (Ekman, Koroliouk) — 19 min 7 s (SN) Marleau (Dimitrakos) — 31 min 39 s Marleau (Damphousse, Dimitrakos) — 33 min 13 s (SN) | 1-0 2-0 3-0 3-1 4-1 5-1 5-2                | Konowalchuk (Nikolichine, Sakic) — 29 min 7 s (SN) Forsberg (Sakic, Foote) — 40 min 52 s (SN) | Arbitrage : Michael McGeough, Brad Watson Pierre Racicot, Dan Schachte |
| Nabokov          | Gardiens | Aebischer (33 min 13 s) Salo (26 min 37 s) |                                                                                               | Arbitrage : Michael McGeough, Brad Watson Pierre Racicot, Dan Schachte |
| 30 min           | Pénalités | 64 min                                     |                                                                                               | Arbitrage : Michael McGeough, Brad Watson Pierre Racicot, Dan Schachte |
| 24               | Tirs | 28                                         |                                                                                               | Arbitrage : Michael McGeough, Brad Watson Pierre Racicot, Dan Schachte |

| 24 avril | San José | 4-1 (0-1, 2-0, 2-0) | Colorado | HP Pavilion at San Jose 17 496 spectateurs |

| Feuille de match | Feuille de match | Feuille de match    | Feuille de match                       | Feuille de match                                                     |
| ---------------- | --- | ------------------- | -------------------------------------- | -------------------------------------------------------------------- |
|                  | Damphousse (Marleau, Dimitrakos) — 31 min 14 s (SN) Marleau (Dimitrakos, Damphousse) — 39 min 36 s Cheechoo (Stuart) — 46 min 27 s (SN) Primeau (Cheechoo, Ricci) — 59 min 5 s (CV) | 0-1 1-1 2-1 3-1 4-1 | Hejduk (Barnaby, Forsberg) — 7 min 1 s | Arbitrage : Rob Shick, Kelly Sutherland Pierre Racicot, Dan Schachte |
| Nabokov          | Gardiens | Aebischer           |                                        | Arbitrage : Rob Shick, Kelly Sutherland Pierre Racicot, Dan Schachte |
| 10 min           | Pénalités | 16 min              |                                        | Arbitrage : Rob Shick, Kelly Sutherland Pierre Racicot, Dan Schachte |
| 24               | Tirs | 21                  |                                        | Arbitrage : Rob Shick, Kelly Sutherland Pierre Racicot, Dan Schachte |

| 26 avril | Colorado | 0-1 (0-0, 0-0, 0-1) | San José | Pepsi Center 18 007 spectateurs |

| Feuille de match | Feuille de match | Feuille de match | Feuille de match                           | Feuille de match                                                      |
| ---------------- | ---------------- | ---------------- | ------------------------------------------ | --------------------------------------------------------------------- |
|                  |                  | 0-1              | Damphousse (Hannan, Marleau) — 48 min 59 s | Arbitrage : Dan Marouelli, Kevin Pollock Scott Driscoll, Brian Murphy |
| Aebischer        | Gardiens         | Nabokov          |                                            | Arbitrage : Dan Marouelli, Kevin Pollock Scott Driscoll, Brian Murphy |
| 6 min            | Pénalités        | 6 min            |                                            | Arbitrage : Dan Marouelli, Kevin Pollock Scott Driscoll, Brian Murphy |
| 33               | Tirs             | 17               |                                            | Arbitrage : Dan Marouelli, Kevin Pollock Scott Driscoll, Brian Murphy |

| 28 avril | Colorado | 1-0 (pr) (0-0, 0-0, 0-0, 1-0) | San José | Pepsi Center 18 007 spectateurs |

| Feuille de match | Feuille de match               | Feuille de match | Feuille de match | Feuille de match                                                          |
| ---------------- | ------------------------------ | ---------------- | ---------------- | ------------------------------------------------------------------------- |
|                  | Sakic (Boughner) — 65 min 15 s | 1-0              |                  | Arbitrage : Don Koharski, Don VanMassenhoven Scott Driscoll, Brian Murphy |
| Aebischer        | Gardiens                       | Nabokov          |                  | Arbitrage : Don Koharski, Don VanMassenhoven Scott Driscoll, Brian Murphy |
| 6 min            | Pénalités                      | 14 min           |                  | Arbitrage : Don Koharski, Don VanMassenhoven Scott Driscoll, Brian Murphy |
| 36               | Tirs                           | 27               |                  | Arbitrage : Don Koharski, Don VanMassenhoven Scott Driscoll, Brian Murphy |

| 1er mai | San José | 1-2 (pr) (1-0, 0-0, 0-1, 0-1) | Colorado | HP Pavilion at San Jose 17 496 spectateurs |

| Feuille de match | Feuille de match                                 | Feuille de match | Feuille de match                                             | Feuille de match                                                 |
| ---------------- | ------------------------------------------------ | ---------------- | ------------------------------------------------------------ | ---------------------------------------------------------------- |
|                  | Damphousse (Cheechoo, Stuart) — 19 min 52 s (SN) | 1-0 1-1 1-2      | Sakic (Selänne) — 49 min 50 s Sakic (Forsberg) — 61 min 54 s | Arbitrage : Kerry Fraser, Dan O'Halloran Jean Morin, Mark Wheler |
| Nabokov          | Gardiens                                         | Aebischer        |                                                              | Arbitrage : Kerry Fraser, Dan O'Halloran Jean Morin, Mark Wheler |
| 8 min            | Pénalités                                        | 8 min            |                                                              | Arbitrage : Kerry Fraser, Dan O'Halloran Jean Morin, Mark Wheler |
| 22               | Tirs                                             | 18               |                                                              | Arbitrage : Kerry Fraser, Dan O'Halloran Jean Morin, Mark Wheler |

| 4 mai | Colorado | 1-3 (0-0, 1-3, 0-0) | San José | Pepsi Center 18 007 spectateurs |

| Feuille de match | Feuille de match                          | Feuille de match | Feuille de match                                                                                       | Feuille de match                                             |
| ---------------- | ----------------------------------------- | ---------------- | --- | ------------------------------------------------------------ |
|                  | Hejduk (Kariya, Sakic) — 37 min 34 s (SN) | 0-1 0-2 0-3 1-3  | Damphousse (Dimitrakos) — 21 min 34 s Goc (Brown, McLaren) — 28 min 59 s Cheechoo (Ricci) — 32 min 3 s | Arbitrage : Bill McCreary, Rob Shick Tim Nowak, Dan Schachte |
| Aebischer        | Gardiens                                  | Nabokov          | | Arbitrage : Bill McCreary, Rob Shick Tim Nowak, Dan Schachte |
| 6 min            | Pénalités                                 | 14 min           | | Arbitrage : Bill McCreary, Rob Shick Tim Nowak, Dan Schachte |
| 29               | Tirs                                      | 33               | | Arbitrage : Bill McCreary, Rob Shick Tim Nowak, Dan Schachte |

### Finales d'Association

#### Tampa Bay contre Philadelphie
Tampa Bay gagne la série 4-3.
| 8 mai | Tampa Bay | 3-1 (0-0, 2-1, 1-0) | Philadelphie | St. Pete Times Forum 21 425 spectateurs |

| Feuille de match | Feuille de match                                                                                              | Feuille de match | Feuille de match                         | Feuille de match                                                 |
| ---------------- | --- | ---------------- | ---------------------------------------- | ---------------------------------------------------------------- |
|                  | Andreychuk (Modin, Stillman) — 22 min 3 s Richards (Modin, Stillman) — 33 min 34 s Dingman (Roy) — 47 min 4 s | 1-0 1-1 2-1 3-1  | Handzuš (Markov, Malakhov) — 26 min 48 s | Arbitrage : Dan Marouelli, Brad Watson Scott Driscoll, Tim Nowak |
| Khabibouline     | Gardiens | Esche            |                                          | Arbitrage : Dan Marouelli, Brad Watson Scott Driscoll, Tim Nowak |
| 8 min            | Pénalités | 6 min            |                                          | Arbitrage : Dan Marouelli, Brad Watson Scott Driscoll, Tim Nowak |
| 17               | Tirs | 20               |                                          | Arbitrage : Dan Marouelli, Brad Watson Scott Driscoll, Tim Nowak |

| 10 mai | Tampa Bay | 2-6 (0-3, 0-2, 2-1) | Philadelphie | St. Pete Times Forum 21 314 spectateurs |

| Feuille de match                                | Feuille de match                                                                          | Feuille de match                | Feuille de match | Feuille de match                                                   |
| ----------------------------------------------- | ----------------------------------------------------------------------------------------- | ------------------------------- | --- | ------------------------------------------------------------------ |
|                                                 | Fedotenko (Lecavalier, Lukowich) — 50 min 13 s St-Louis (Sydor, Boyle) — 57 min 18 s (SN) | 0-1 0-2 0-3 0-4 0-5 0-6 1-6 2-6 | LeClair (Handzuš) — 1 min 53 s Recchi (Ragnarsson, Kapanen) — 8 min 50 s (SN) Kapanen (Timander, Ragnarsson) — 11 min 17 s (IN) Malakhov (Roenick, Amonte) — 26 min 2 s Handzuš (Ragnarsson, Recchi) — 39 min 48 s Timander — 43 min 34 s | Arbitrage : Marc Joannette, Don Koharski Scott Driscoll, Tim Nowak |
| Khabibouline (26 min 2 s) Grahame (33 min 58 s) | Gardiens                                                                                  | Esche                           | | Arbitrage : Marc Joannette, Don Koharski Scott Driscoll, Tim Nowak |
| 72 min                                          | Pénalités                                                                                 | 58 min                          | | Arbitrage : Marc Joannette, Don Koharski Scott Driscoll, Tim Nowak |
| 31                                              | Tirs                                                                                      | 29                              | | Arbitrage : Marc Joannette, Don Koharski Scott Driscoll, Tim Nowak |

| 12 mai | Philadelphie | 1-4 (0-2, 0-0, 1-2) | Tampa Bay | Wachovia Center 19 897 spectateurs |

| Feuille de match | Feuille de match                        | Feuille de match    | Feuille de match | Feuille de match                                                  |
| ---------------- | --------------------------------------- | ------------------- | --- | ----------------------------------------------------------------- |
|                  | Primeau (Gagné, Malakhov) — 40 min 36 s | 0-1 0-2 1-2 1-3 1-4 | Stillman (Richards, Modin) — 12 min 56 s Fedotenko (Andreychuk, Sydor) — 15 min 20 s (SN) Lecavalier (St-Louis, Fedotenko) — 41 min 19 s Richards (St-Louis, Roy) — 48 min 20 s | Arbitrage : Kerry Fraser, Stephen Walkom Jean Morin, Brian Murphy |
| Esche            | Gardiens                                | Khabibouline        | | Arbitrage : Kerry Fraser, Stephen Walkom Jean Morin, Brian Murphy |
| 40 min           | Pénalités                               | 42 min              | | Arbitrage : Kerry Fraser, Stephen Walkom Jean Morin, Brian Murphy |
| 25               | Tirs                                    | 26                  | | Arbitrage : Kerry Fraser, Stephen Walkom Jean Morin, Brian Murphy |

| 14 mai | Philadelphie | 3-2 (2-1, 1-0, 0-1) | Tampa Bay | Wachovia Center 19 872 spectateurs |

| Feuille de match | Feuille de match                                                                                            | Feuille de match    | Feuille de match                                                               | Feuille de match                                                  |
| ---------------- | --- | ------------------- | ------------------------------------------------------------------------------ | ----------------------------------------------------------------- |
|                  | LeClair (Primeau, Kapanen) — 16 min 55 s Recchi (Timander, Jamnov) — 18 min 20 s Primeau — 31 min 50 s (IN) | 0-1 1-1 2-1 3-1 3-2 | Modin (Kubina, Sydor) — 12 min 43 s (SN) Lecavalier (Boyle) — 59 min 27 s (SN) | Arbitrage : Bill McCreary, Kevin Pollock Jean Morin, Brian Murphy |
| Esche            | Gardiens | Khabibouline        |                                                                                | Arbitrage : Bill McCreary, Kevin Pollock Jean Morin, Brian Murphy |
| 16 min           | Pénalités                                                                                                   | 10 min              |                                                                                | Arbitrage : Bill McCreary, Kevin Pollock Jean Morin, Brian Murphy |
| 26               | Tirs | 30                  |                                                                                | Arbitrage : Bill McCreary, Kevin Pollock Jean Morin, Brian Murphy |

| 18 mai | Tampa Bay | 4-2 (1-0, 2-2, 1-0) | Philadelphie | St. Pete Times Forum 21 517 spectateurs |

| Feuille de match | Feuille de match | Feuille de match        | Feuille de match                                                                | Feuille de match                                                        |
| ---------------- | --- | ----------------------- | ------------------------------------------------------------------------------- | ----------------------------------------------------------------------- |
|                  | Fedotenko (Boyle, Sydor) — 10 min 30 s (SN) Richards (Andreychuk, Kubina) — 20 min 24 s (SN) Richards (Stillman, Lecavalier) — 27 min 12 s (SN) Taylor (St-Louis, Andreychuk) — 59 min 45 s (CV) | 1-0 2-0 3-0 3-1 3-2 4-2 | Handzuš (Amonte, LeClair) — 28 min 56 s Sharp (Primeau, Brashear) — 29 min 34 s | Arbitrage : Dan Marouelli, Don VanMassenhoven Scott Driscoll, Tim Nowak |
| Khabibouline     | Gardiens | Esche                   |                                                                                 | Arbitrage : Dan Marouelli, Don VanMassenhoven Scott Driscoll, Tim Nowak |
| 14 min           | Pénalités | 16 min                  |                                                                                 | Arbitrage : Dan Marouelli, Don VanMassenhoven Scott Driscoll, Tim Nowak |
| 31               | Tirs | 30                      |                                                                                 | Arbitrage : Dan Marouelli, Don VanMassenhoven Scott Driscoll, Tim Nowak |

| 20 mai | Philadelphie | 5-4 (pr) (2-1, 1-3, 1-0, 1-0) | Tampa Bay | Wachovia Center 19 910 spectateurs |

| Feuille de match | Feuille de match | Feuille de match                    | Feuille de match | Feuille de match                                                 |
| ---------------- | --- | ----------------------------------- | --- | ---------------------------------------------------------------- |
|                  | Gagné (Primeau, Roenick) — 7 min 23 s Primeau (Malakhov) — 17 min 1 s Kapanen (Jamnov) — 32 min 42 s Primeau (Timander) — 58 min 11 s Gagné (Roenick, Primeau) — 78 min 18 s | 0-1 1-1 2-1 2-2 3-2 3-3 3-4 4-4 5-4 | Lecavalier (St-Louis) — 1 min 28 s Lecavalier — 20 min 45 s Fedotenko (Andreychuk, St-Louis) — 35 min 15 s Fedotenko (Andreychuk, Richards) — 37 min 33 s (SN) | Arbitrage : Kerry Fraser, Stephen Walkom Brian Murphy, Tim Nowak |
| Esche            | Gardiens | Khabibouline                        | | Arbitrage : Kerry Fraser, Stephen Walkom Brian Murphy, Tim Nowak |
| 6 min            | Pénalités | 6 min                               | | Arbitrage : Kerry Fraser, Stephen Walkom Brian Murphy, Tim Nowak |
| 43               | Tirs | 29                                  | | Arbitrage : Kerry Fraser, Stephen Walkom Brian Murphy, Tim Nowak |

| 22 mai | Tampa Bay | 2-1 (1-0, 1-1, 0-0) | Philadelphie | St. Pete Times Forum 22 117 spectateurs |

| Feuille de match | Feuille de match                                                                            | Feuille de match | Feuille de match                 | Feuille de match                                                       |
| ---------------- | ------------------------------------------------------------------------------------------- | ---------------- | -------------------------------- | ---------------------------------------------------------------------- |
|                  | Fedotenko (St-Louis, Richards) — 16 min 46 s (SN) Modin (Cullimore, Richards) — 24 min 57 s | 1-0 2-0 2-1      | Johnsson (Handzuš) — 30 min 16 s | Arbitrage : Stephen Walkom, Brad Watson Scott Driscoll, Ray Scapinello |
| Khabibouline     | Gardiens                                                                                    | Esche            |                                  | Arbitrage : Stephen Walkom, Brad Watson Scott Driscoll, Ray Scapinello |
| 8 min            | Pénalités                                                                                   | 8 min            |                                  | Arbitrage : Stephen Walkom, Brad Watson Scott Driscoll, Ray Scapinello |
| 32               | Tirs                                                                                        | 23               |                                  | Arbitrage : Stephen Walkom, Brad Watson Scott Driscoll, Ray Scapinello |

#### San José contre Calgary
Calgary gagne la série 4-2.
| 9 mai | San José | 3-4 (pr) (0-2, 2-0, 1-1, 0-1) | Calgary | HP Pavilion at San Jose 17 496 spectateurs |

| Feuille de match | Feuille de match | Feuille de match            | Feuille de match | Feuille de match                                                      |
| ---------------- | --- | --------------------------- | --- | --------------------------------------------------------------------- |
|                  | Ricci (Thornton, Cheechoo) — 21 min 23 s Harvey (Primeau, Hannan) — 39 min 2 s Koroliouk (Rathje, McCauley) — 56 min 39 s | 0-1 0-2 1-2 2-2 2-3 3-3 3-4 | Oliwa (Saprykine, Kobasew) — 9 min 26 s Conroy (Donovan) — 19 min 29 s Conroy (Warrener, Leopold) — 49 min 25 s Montador (Iginla, Donovan) — 78 min 43 s | Arbitrage : Kevin Pollock, Stephen Walkom Ray Scapinello, Mark Wheler |
| Nabokov          | Gardiens | Kiprusoff                   | | Arbitrage : Kevin Pollock, Stephen Walkom Ray Scapinello, Mark Wheler |
| 6 min            | Pénalités | 10 min                      | | Arbitrage : Kevin Pollock, Stephen Walkom Ray Scapinello, Mark Wheler |
| 52               | Tirs | 37                          | | Arbitrage : Kevin Pollock, Stephen Walkom Ray Scapinello, Mark Wheler |

| 11 mai | San José | 1-4 (0-2, 1-0, 0-2) | Calgary | HP Pavilion at San Jose 17 496 spectateurs |

| Feuille de match | Feuille de match                        | Feuille de match    | Feuille de match | Feuille de match                                                          |
| ---------------- | --------------------------------------- | ------------------- | --- | ------------------------------------------------------------------------- |
|                  | McCauley (Ekman, Davison) — 25 min 26 s | 0-1 0-2 1-2 1-3 1-4 | Nilson (Donovan, Montador) — 20 s Donovan (Nieminen, Nilson) — 10 min 35 s Nieminen — 52 min 35 s Iginla (Gélinas, Yelle) — 53 min 19 s | Arbitrage : Bill McCreary, Don VanMassenhoven Ray Scapinello, Mark Wheler |
| Nabokov          | Gardiens                                | Kiprusoff           | | Arbitrage : Bill McCreary, Don VanMassenhoven Ray Scapinello, Mark Wheler |
| 10 min           | Pénalités                               | 10 min              | | Arbitrage : Bill McCreary, Don VanMassenhoven Ray Scapinello, Mark Wheler |
| 18               | Tirs                                    | 20                  | | Arbitrage : Bill McCreary, Don VanMassenhoven Ray Scapinello, Mark Wheler |

| 13 mai | Calgary | 0-3 (0-0, 0-1, 0-2) | San José | Pengrowth Saddledome 19 289 spectateurs |

| Feuille de match | Feuille de match | Feuille de match | Feuille de match                                                                                                  | Feuille de match                                                   |
| ---------------- | ---------------- | ---------------- | --- | ------------------------------------------------------------------ |
|                  |                  | 0-1 0-2 0-3      | Damphousse (Koroliouk, Davison) — 27 min 31 s Koroliouk (Primeau) — 58 min 10 s Koroliouk — 59 min 16 s (SN + CV) | Arbitrage : Dan Marouelli, Brad Watson Greg Devorski, Dan Schachte |
| Kiprusoff        | Gardiens         | Nabokov          | | Arbitrage : Dan Marouelli, Brad Watson Greg Devorski, Dan Schachte |
| 51 min           | Pénalités        | 15 min           | | Arbitrage : Dan Marouelli, Brad Watson Greg Devorski, Dan Schachte |
| 34               | Tirs             | 24               | | Arbitrage : Dan Marouelli, Brad Watson Greg Devorski, Dan Schachte |

| 16 mai | Calgary | 2-4 (0-0, 1-4, 1-0) | San José | Pengrowth Saddledome 19 289 spectateurs |

| Feuille de match                       | Feuille de match                                                                  | Feuille de match        | Feuille de match | Feuille de match                                                     |
| -------------------------------------- | --------------------------------------------------------------------------------- | ----------------------- | --- | -------------------------------------------------------------------- |
|                                        | Iginla (Gélinas, Conroy) — 27 min 55 s Simon (Nilson, Leopold) — 59 min 20 s (SN) | 0-1 1-1 1-2 1-3 1-4 2-4 | Rathje (Harvey, Hannan) — 22 min 40 s Cheechoo — 28 min 34 s Damphousse (Marleau, Stuart) — 30 min 3 s (SN) Marleau (Damphousse, Rathje) — 38 min 47 s (SN) | Arbitrage : Marc Joannette, Don Koharski Greg Devorski, Dan Schachte |
| Kiprusoff (40 min) Turek (19 min 29 s) | Gardiens                                                                          | Nabokov                 | | Arbitrage : Marc Joannette, Don Koharski Greg Devorski, Dan Schachte |
| 35 min                                 | Pénalités                                                                         | 37 min                  | | Arbitrage : Marc Joannette, Don Koharski Greg Devorski, Dan Schachte |
| 29                                     | Tirs                                                                              | 19                      | | Arbitrage : Marc Joannette, Don Koharski Greg Devorski, Dan Schachte |

| 17 mai | San José | 0-3 (0-2, 0-1, 0-0) | Calgary | HP Pavilion at San Jose 17 496 spectateurs |

| Feuille de match | Feuille de match | Feuille de match | Feuille de match                                                                                | Feuille de match                                                  |
| ---------------- | ---------------- | ---------------- | ----------------------------------------------------------------------------------------------- | ----------------------------------------------------------------- |
|                  |                  | 0-1 0-2 0-3      | Iginla — 6 min 27 s (IN) Nilson (Nieminen) — 8 min 29 s Conroy (Leopold, Gélinas) — 32 min 47 s | Arbitrage : Kerry Fraser, Brad Watson Ray Scapinello, Mark Wheler |
| Nabokov          | Gardiens         | Kiprusoff        |                                                                                                 | Arbitrage : Kerry Fraser, Brad Watson Ray Scapinello, Mark Wheler |
| 6 min            | Pénalités        | 8 min            |                                                                                                 | Arbitrage : Kerry Fraser, Brad Watson Ray Scapinello, Mark Wheler |
| 19               | Tirs             | 21               |                                                                                                 | Arbitrage : Kerry Fraser, Brad Watson Ray Scapinello, Mark Wheler |

| 19 mai | Calgary | 3-1 (1-0, 1-1, 1-0) | San José | Pengrowth Saddledome 19 289 spectateurs |

| Feuille de match | Feuille de match                                                                                    | Feuille de match | Feuille de match                       | Feuille de match                                                       |
| ---------------- | --------------------------------------------------------------------------------------------------- | ---------------- | -------------------------------------- | ---------------------------------------------------------------------- |
|                  | Iginla (Conroy, Leopold) — 18 min 52 s (SN) Gélinas (Conroy) — 33 min 2 s Regehr — 59 min 59 s (CV) | 1-0 2-0 2-1 3-1  | McCauley (Ekman, Rathje) — 36 min 14 s | Arbitrage : Bill McCreary, Kevin Pollock Greg Devorski, Ray Scapinello |
| Kiprusoff        | Gardiens                                                                                            | Nabokov          |                                        | Arbitrage : Bill McCreary, Kevin Pollock Greg Devorski, Ray Scapinello |
| 6 min            | Pénalités                                                                                           | 8 min            |                                        | Arbitrage : Bill McCreary, Kevin Pollock Greg Devorski, Ray Scapinello |
| 29               | Tirs                                                                                                | 19               |                                        | Arbitrage : Bill McCreary, Kevin Pollock Greg Devorski, Ray Scapinello |

### Finale de la Coupe Stanley
Tampa Bay gagne la série 4-3 et la coupe Stanley.
| 25 mai | Tampa Bay | 1-4 (0-1, 0-2, 1-1) | Calgary | St. Pete Times Forum 21 674 spectateurs |

| Feuille de match | Feuille de match                              | Feuille de match    | Feuille de match | Feuille de match                                                       |
| ---------------- | --------------------------------------------- | ------------------- | --- | ---------------------------------------------------------------------- |
|                  | St-Louis (Richards, Boyle) — 44 min 13 s (SN) | 0-1 0-2 0-3 1-3 1-4 | Gélinas (Conroy, Ference) — 3 min 2 s Iginla — 35 min 21 s (IN) Yelle — 38 min 8 s Simon (Saprykine, Regehr) — 59 min 40 s (SN) | Arbitrage : Bill McCreary, Stephen Walkom Scott Driscoll, Brian Murphy |
| Khabibouline     | Gardiens                                      | Kiprusoff           | | Arbitrage : Bill McCreary, Stephen Walkom Scott Driscoll, Brian Murphy |
| 10 min           | Pénalités                                     | 12 min              | | Arbitrage : Bill McCreary, Stephen Walkom Scott Driscoll, Brian Murphy |
| 24               | Tirs                                          | 19                  | | Arbitrage : Bill McCreary, Stephen Walkom Scott Driscoll, Brian Murphy |

| 27 mai | Tampa Bay | 4-1 (1-0, 0-0, 3-1) | Calgary | St. Pete Times Forum 22 222 spectateurs |

| Feuille de match | Feuille de match | Feuille de match    | Feuille de match                              | Feuille de match                                                     |
| ---------------- | --- | ------------------- | --------------------------------------------- | -------------------------------------------------------------------- |
|                  | Fedotenko (Cullimore, Lecavalier) — 7 min 10 s Richards (Andreychuk, St-Louis) — 42 min 51 s Boyle (Richards, Modin) — 44 min St-Louis (Lecavalier, Andreychuk) — 45 min 58 s (SN) | 1-0 2-0 3-0 4-0 4-1 | Nieminen (Donovan, Regehr) — 52 min 21 s (SN) | Arbitrage : Stephen Walkom, Brad Watson Brian Murphy, Ray Scapinello |
| Khabibouline     | Gardiens | Kiprusoff           |                                               | Arbitrage : Stephen Walkom, Brad Watson Brian Murphy, Ray Scapinello |
| 70 min           | Pénalités | 67 min              |                                               | Arbitrage : Stephen Walkom, Brad Watson Brian Murphy, Ray Scapinello |
| 31               | Tirs | 19                  |                                               | Arbitrage : Stephen Walkom, Brad Watson Brian Murphy, Ray Scapinello |

| 29 mai | Calgary | 3-0 (0-0, 2-0, 1-0) | Tampa Bay | Pengrowth Saddledome 19 221 spectateurs |

| Feuille de match | Feuille de match                                                                                          | Feuille de match | Feuille de match | Feuille de match                                                    |
| ---------------- | --- | ---------------- | ---------------- | ------------------------------------------------------------------- |
|                  | Simon (Iginla, Leopold) — 33 min 53 s (SN) Donovan — 37 min 9 s Iginla (Regehr, Simon) — 58 min 28 s (SN) | 1-0 2-0 3-0      |                  | Arbitrage : Kerry Fraser, Bill McCreary Scott Driscoll, Mark Wheler |
| Kiprusoff        | Gardiens                                                                                                  | Khabibouline     |                  | Arbitrage : Kerry Fraser, Bill McCreary Scott Driscoll, Mark Wheler |
| 13 min           | Pénalités                                                                                                 | 23 min           |                  | Arbitrage : Kerry Fraser, Bill McCreary Scott Driscoll, Mark Wheler |
| 18               | Tirs | 21               |                  | Arbitrage : Kerry Fraser, Bill McCreary Scott Driscoll, Mark Wheler |

| 31 mai | Calgary | 0-1 (0-1, 0-0, 0-0) | Tampa Bay | Pengrowth Saddledome 19 221 spectateurs |

| Feuille de match | Feuille de match | Feuille de match | Feuille de match                               | Feuille de match                                                |
| ---------------- | ---------------- | ---------------- | ---------------------------------------------- | --------------------------------------------------------------- |
|                  |                  | 0-1              | Richards (Andreychuk, Boyle) — 2 min 48 s (SN) | Arbitrage : Kerry Fraser, Brad Watson Brian Murphy, Mark Wheler |
| Kiprusoff        | Gardiens         | Khabibouline     |                                                | Arbitrage : Kerry Fraser, Brad Watson Brian Murphy, Mark Wheler |
| 23 min           | Pénalités        | 4 min            |                                                | Arbitrage : Kerry Fraser, Brad Watson Brian Murphy, Mark Wheler |
| 29               | Tirs             | 24               |                                                | Arbitrage : Kerry Fraser, Brad Watson Brian Murphy, Mark Wheler |

| 3 juin | Tampa Bay | 2-3 (pr) (1-1, 0-1, 1-0, 0-1) | Calgary | St. Pete Times Forum 22 426 spectateurs |

| Feuille de match | Feuille de match                                                                        | Feuille de match    | Feuille de match                                                                                           | Feuille de match                                                         |
| ---------------- | --------------------------------------------------------------------------------------- | ------------------- | --- | ------------------------------------------------------------------------ |
|                  | St-Louis (Cibák, Dingman) — 19 min 26 s Modin (Richards, Andreychuk) — 40 min 37 s (SN) | 0-1 1-1 1-2 2-2 2-3 | Gélinas (Lydman, Montador) — 2 min 13 s (SN) Iginla — 35 min 10 s Saprykine (Iginla, Nilson) — 74 min 40 s | Arbitrage : Bill McCreary, Stephen Walkom Scott Driscoll, Ray Scapinello |
| Khabibouline     | Gardiens                                                                                | Kiprusoff           | | Arbitrage : Bill McCreary, Stephen Walkom Scott Driscoll, Ray Scapinello |
| 4 min            | Pénalités                                                                               | 4 min               | | Arbitrage : Bill McCreary, Stephen Walkom Scott Driscoll, Ray Scapinello |
| 28               | Tirs                                                                                    | 36                  | | Arbitrage : Bill McCreary, Stephen Walkom Scott Driscoll, Ray Scapinello |

| 5 juin | Calgary | 2-3 (2 pr) (0-0, 2-2, 0-0, 0-0, 0-1) | Tampa Bay | Pengrowth Saddledome 19 221 spectateurs |

| Feuille de match | Feuille de match                                                               | Feuille de match    | Feuille de match | Feuille de match                                                      |
| ---------------- | ------------------------------------------------------------------------------ | ------------------- | --- | --------------------------------------------------------------------- |
|                  | Clark (Yelle, Nieminen) — 29 min 5 s Nilson (Saprykine, Ference) — 37 min 49 s | 0-1 1-1 1-2 2-2 2-3 | Richards (St-Louis, Fedotenko) — 24 min 17 s (SN) Richards — 30 min 52 s (SN) St-Louis (Richards, Taylor) — 80 min 33 s | Arbitrage : Bill McCreary, Stephen Walkom Ray Scapinello, Mark Wheler |
| Kiprusoff        | Gardiens                                                                       | Khabibouline        | | Arbitrage : Bill McCreary, Stephen Walkom Ray Scapinello, Mark Wheler |
| 10 min           | Pénalités                                                                      | 8 min               | | Arbitrage : Bill McCreary, Stephen Walkom Ray Scapinello, Mark Wheler |
| 33               | Tirs                                                                           | 27                  | | Arbitrage : Bill McCreary, Stephen Walkom Ray Scapinello, Mark Wheler |

| 7 juin | Tampa Bay | 2-1 (1-0, 1-0, 0-1) | Calgary | St. Pete Times Forum 22 717 spectateurs |

| Feuille de match | Feuille de match                                                                              | Feuille de match | Feuille de match                    | Feuille de match                                                  |
| ---------------- | --------------------------------------------------------------------------------------------- | ---------------- | ----------------------------------- | ----------------------------------------------------------------- |
|                  | Fedotenko (Richards, Modin) — 13 min 31 s (SN) Fedotenko (Lecavalier, Stillman) — 34 min 38 s | 1-0 2-0 2-1      | Conroy (Leopold) — 49 min 21 s (SN) | Arbitrage : Kerry Fraser, Bill McCreary Brian Murphy, Mark Wheler |
| Khabibouline     | Gardiens                                                                                      | Kiprusoff        |                                     | Arbitrage : Kerry Fraser, Bill McCreary Brian Murphy, Mark Wheler |
| 6 min            | Pénalités                                                                                     | 10 min           |                                     | Arbitrage : Kerry Fraser, Bill McCreary Brian Murphy, Mark Wheler |
| 15               | Tirs                                                                                          | 17               |                                     | Arbitrage : Kerry Fraser, Bill McCreary Brian Murphy, Mark Wheler |

### Feuilles de match
Les feuilles de match sont issues du site officiel en français de la Ligue nationale de hockey : https://www.nhl.com/fr

#### Quarts de finale d'association
1. ↑  Tampa Bay-New York - 08/04/2004
2. ↑  Tampa Bay-New York - 10/04/2004
3. ↑  New York-Tampa Bay - 12/04/2004
4. ↑  New York-Tampa Bay - 14/04/2004
5. ↑  Tampa Bay-New York - 16/04/2004
6. ↑  Boston-Montréal - 07/04/2004
7. ↑  Boston-Montréal - 09/04/2004
8. ↑  Montréal-Boston - 11/04/2004
9. ↑  Montréal-Boston - 13/04/2004
10. ↑  Boston-Montréal - 15/04/2004
11. ↑  Montréal-Boston - 17/04/2004
12. ↑  Boston-Montréal - 19/04/2004
13. ↑  Philadelphie-New Jersey - 08/04/2004
14. ↑  Philadelphie-New Jersey - 10/04/2004
15. ↑  New Jersey-Philadelphie - 12/04/2004
16. ↑  New Jersey-Philadelphie - 14/04/2004
17. ↑  Philadelphie-New Jersey - 17/04/2004
18. ↑  Toronto-Ottawa - 08/04/2004
19. ↑  Toronto-Ottawa - 10/04/2004
20. ↑  Ottawa-Toronto - 12/04/2004
21. ↑  Ottawa-Toronto - 14/04/2004
22. ↑  Toronto-Ottawa - 16/04/2004
23. ↑  Ottawa-Toronto - 18/04/2004
24. ↑  Toronto-Ottawa - 20/04/2004
25. ↑  Détroit-Nashville 07/04/2004
26. ↑  Détroit-Nashville 10/04/2004
27. ↑  Nashville-Détroit 11/04/2004
28. ↑  Nashville-Détroit 13/04/2004
29. ↑  Détroit-Nashville 15/04/2004
30. ↑  Nashville-Détroit 17/04/2004
31. ↑  San José-Saint-Louis 08/04/2004
32. ↑  San José-Saint-Louis 10/04/2004
33. ↑  Saint-Louis-San José 12/04/2004
34. ↑  Saint-Louis-San José 13/04/2004
35. ↑  San José-Saint-Louis 15/04/2004
36. ↑  Vancouver-Calgary 07/04/2004
37. ↑  Vancouver-Calgary 09/04/2004
38. ↑  Calgary-Vancouver 11/04/2004
39. ↑  Calgary-Vancouver 13/04/2004
40. ↑  Vancouver-Calgary 15/04/2004
41. ↑  Calgary-Vancouver 17/04/2004
42. ↑  Vancouver-Calgary 19/04/2004
43. ↑  Colorado-Dallas 07/04/2004
44. ↑  Colorado-Dallas 09/04/2004
45. ↑  Dallas- Colorado 12/04/2004
46. ↑  Dallas- Colorado 14/04/2004
47. ↑  Colorado-Dallas 17/04/2004

#### Demi-finales d'association
1. ↑  Tampa Bay-Montréal - 23/04/2004
2. ↑  Tampa Bay-Montréal - 25/04/2004
3. ↑  Montréal-Tampa Bay - 27/04/2004
4. ↑  Montréal-Tampa Bay - 29/04/2004
5. ↑  Philadelphie-Toronto - 22/04/2004
6. ↑  Philadelphie-Toronto - 25/04/2004
7. ↑  Toronto-Philadelphie 28/04/2004
8. ↑  Toronto-Philadelphie 30/04/2004
9. ↑  Philadelphie- Toronto 02/05/2004
10. ↑  Toronto-Philadelphie 04/05/2004
11. ↑  Détroit-Calgary - 22/04/2004
12. ↑  Détroit-Calgary - 24/04/2004
13. ↑  Calgary-Détroit - 27/04/2004
14. ↑  Calgary-Détroit - 29/04/2004
15. ↑  Détroit-Calgary - 01/05/2004
16. ↑  Calgary-Détroit - 03/05/2004
17. ↑  San José-Colorado - 22/04/2004
18. ↑  San José-Colorado - 24/04/2004
19. ↑  Colorado-San José - 26/04/2004
20. ↑  Colorado-San José - 28/04/2004
21. ↑  San José-Colorado - 01/05/2004
22. ↑  Colorado-San José - 04/05/2004

#### Finales d'association
1. ↑  Tampa Bay-Philadelphie - 08/05/2004
2. ↑  Tampa Bay-Philadelphie - 10/05/2004
3. ↑  Philadelphie-Tampa Bay - 12/05/2004
4. ↑  Philadelphie-Tampa Bay - 14/05/2004
5. ↑  Tampa Bay-Philadelphie - 18/05/2004
6. ↑  Philadelphie-Tampa Bay - 20/05/2004
7. ↑  Tampa Bay-Philadelphie - 22/05/2004
8. ↑  San José- Calgary - 09/05/2004
9. ↑  San José- Calgary - 11/05/2004
10. ↑  Calgary-San José - 13/05/2004
11. ↑  Calgary-San José - 15/05/2004
12. ↑  San José- Calgary - 17/05/2004
13. ↑  Calgary-San José - 19/05/2004

#### Finale de la Coupe Stanley
1. ↑  Tampa Bay-Calgary - 25/05/2004
2. ↑  Tampa Bay-Calgary - 27/05/2004
3. ↑  Calgary-Tampa Bay - 29/05/2004
4. ↑  Calgary-Tampa Bay - 31/05/2004
5. ↑  Tampa Bay-Calgary - 03/06/2004
6. ↑  Calgary-Tampa Bay - 05/06/2004
7. ↑  Tampa Bay-Calgary - 07/06/2004